# Музей народной архитектуры и быта Украины

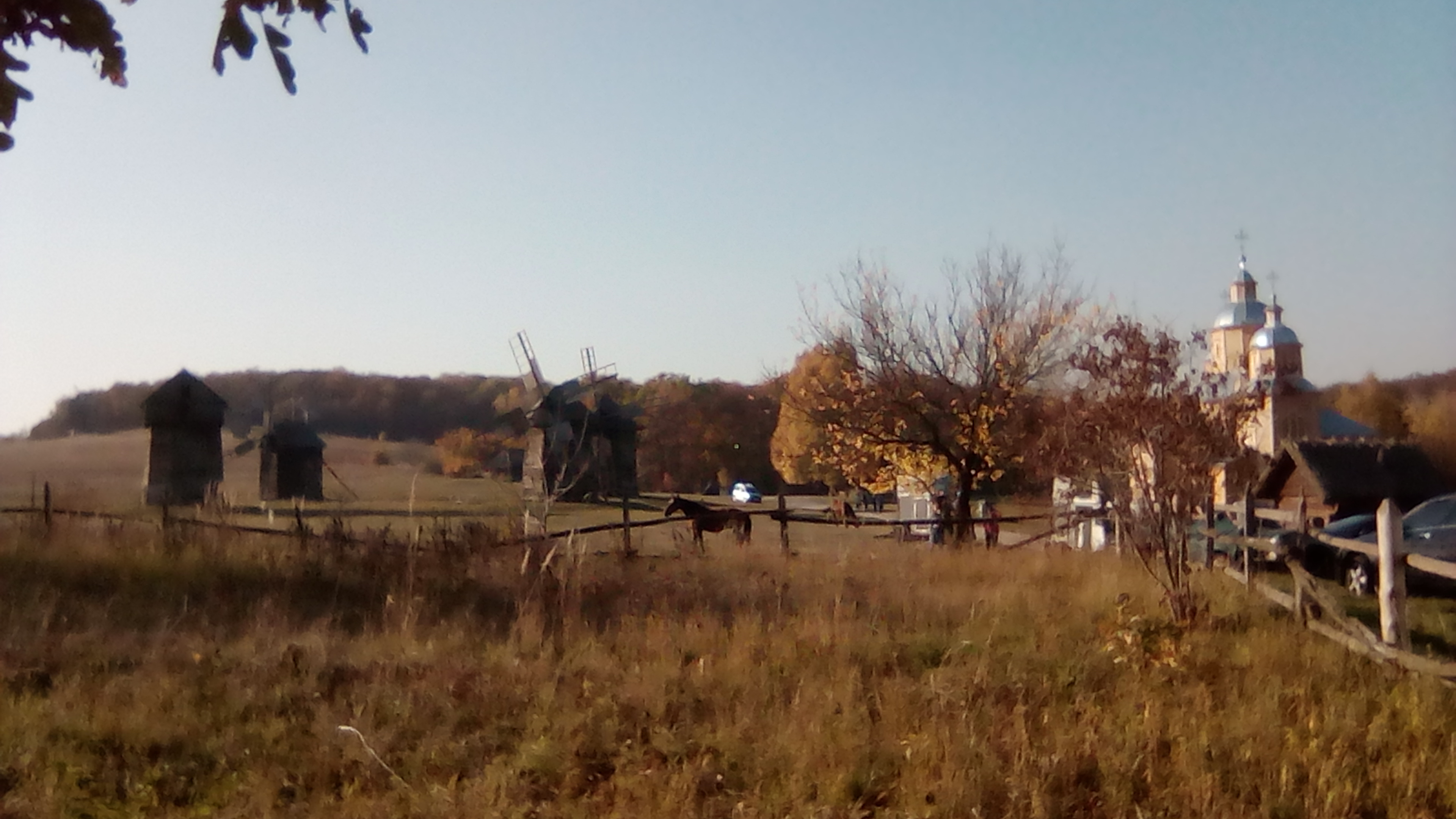

Национальный музей народной архитектуры и быта Украины (укр. Національний музей народної архітектури та побуту України; популярное название, происходящее от названия одноименного посёлка: «Пирогов» укр. «Пирогів», «Музей под открытым небом в Пирогове», укр. «Музей просто неба в Пирогові») — музей на природе, архитектурно-ландшафтный комплекс всех историко-этнографических регионов Украины. Расположен на южной окраине Киева, в Голосеевском районе, близ посёлка Пирогов. Общая площадь — 133,5 га.
Основан 6 февраля 1969 года как Музей народной архитектуры и быта УССР. Этому предшествовали общественные инициативы, в частности, публикация открытого письма о создании музея народной культуры в Киеве от 14 августа 1965 года в газете «Литературная Украина». Правительственная программа была разработана исследователями народной архитектуры и этнографии. Коллектив музея выполнил экспедиционно-поисковую работу по созданию архитектурных и художественно-бытовых фондов и экспозиции в сжатые сроки к открытию в 1976 году.
На площади музея сосредоточено 275 архитектурных экспонатов народного строительства XVI—XX веков. Усадьбы с сельскими домами и хозяйственными зданиями сформированы с документальной достоверностью и сгруппированы соответственно особенностям планирования поселений того или иного историко-этнографического и географического региона. В музей также были перевезены деревянные церкви, ветряки и другие памятники архитектуры и быта.
В фондах музея хранится более 70 тысяч предметов быта, произведений народного искусства, орудий труда. Наиболее интересными из экспонатов оборудованы интерьеры зданий.
В музее собрана огромная коллекция народной одежды, мебели, деревянной и глиняной посуды, мужской и женской одежды, одна из лучших коллекций народных музыкальных инструментов.

## Украинская архитектура

### Деревянная архитектура

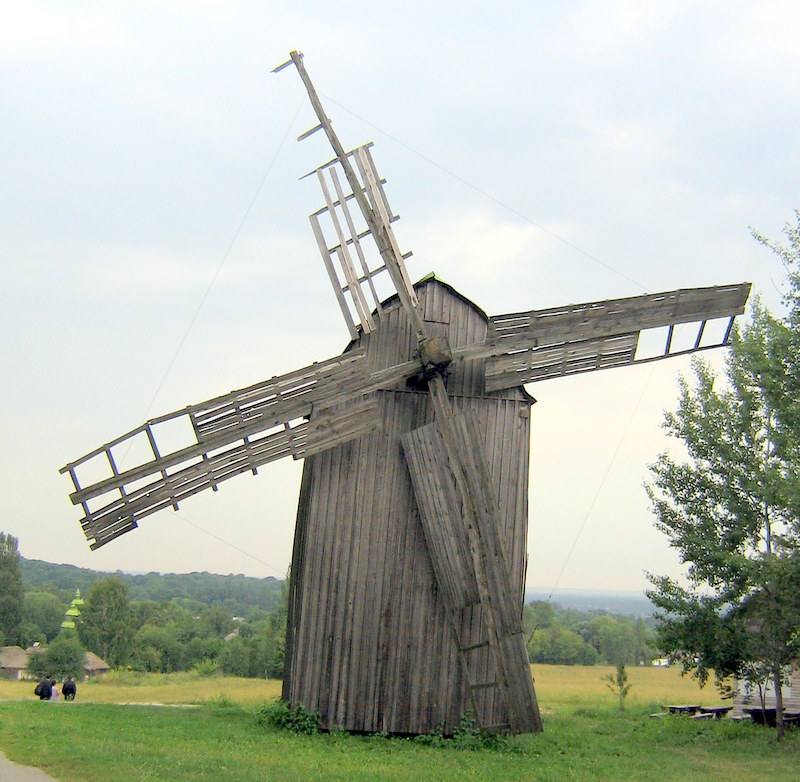
Мельница у входа в музей

Издавна большая часть территории современной Украины была покрыта лесами. Даже на широких степных просторах в Южной Украине, в долинах рек росли большие дубравы. Поэтому дерево было распространённым материалом, из которого не только возводили разнообразные здания, но и изготавливали всё необходимое для жизни: мебель, посуду, домашнюю утварь, хозяйственный инвентарь, производственное оборудование, транспортные средства.
Основным и самым массовым произведением деревянной архитектуры на Украине всегда оставалось жильё. Народное жилищное строительство было одновременно консервативным, сохраняя тысячелетние традиции и восприимчивым к новациям. Метод создания традиционного народного жилья отличается от современного проектирования: жилые дома, а также хозяйственные постройки строили не по проектам, а по образцам уже существующих зданий и согласно традициям, свойственными определённому региону или даже отдельному селу. Эти народные строительные традиции, как и песенный фольклор, передавались из поколения в поколение.

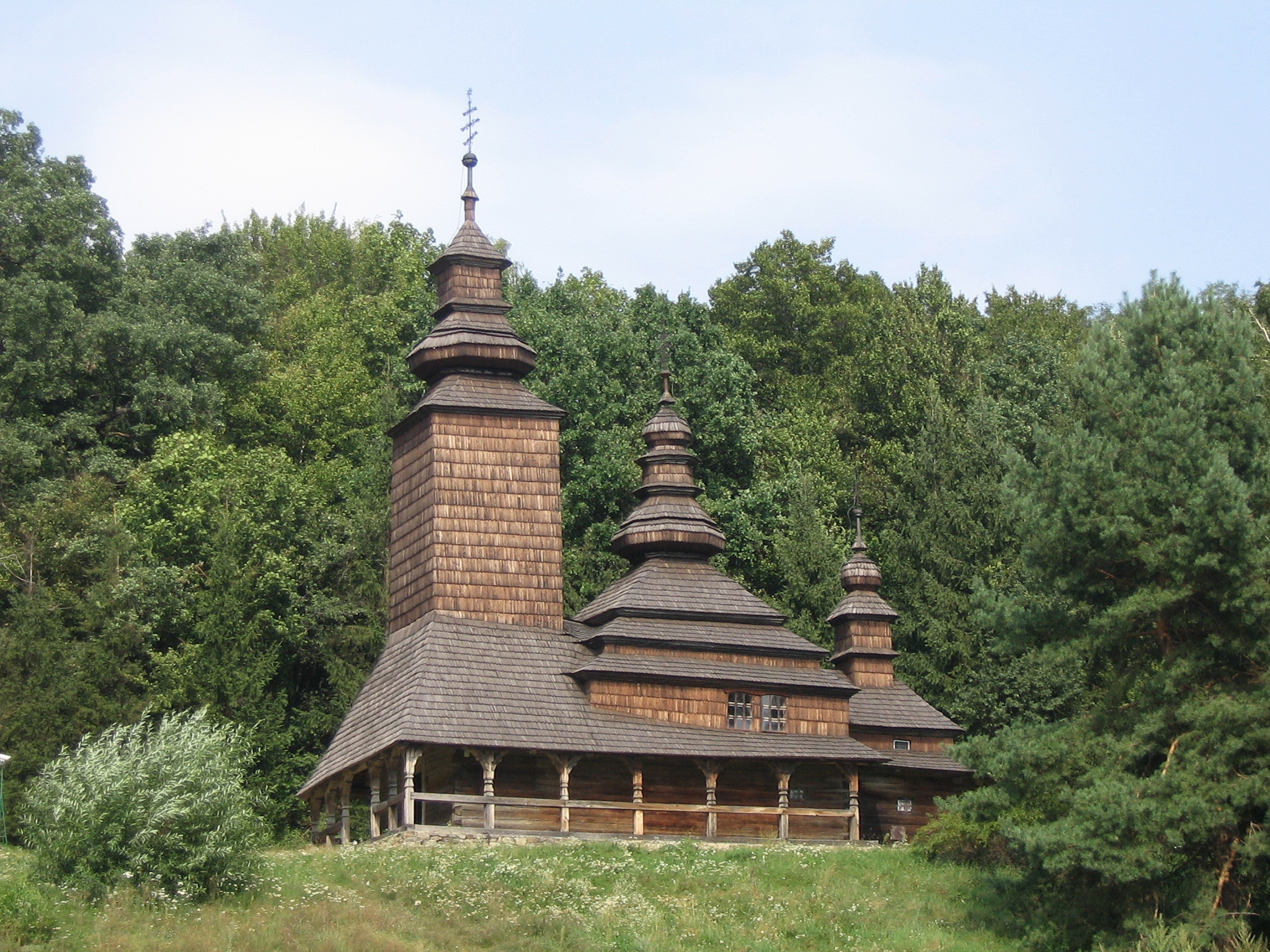
Церковь св. Покровы из села Канора

На Украине жилые дома для постоянного проживания называются хатами, а для сезонного или временного колыбами, куренями. Не менее важными, чем дома, были хозяйственные постройки, которые образовывали комплекс крестьянского двора: кладовая для хранения всего ценного, погреб, конюшня, сарай, где хранили телегу и розвальни (сани) хлев для скота, саж для свиней, курятник, нередко — колодец с «журавлём», а также рига для хранения необмолоченого хлеба, которая строилась отдельно. Крестьянское подворье делилось на две половины: «чистый двор» и хозяйственный. Непременной принадлежностью каждой усадьбы были сад и огород. Строгие исторические условия привели к появлению уникального явления — окружного двора, который в Карпатах называли граждой. В нём все здания и сооружения группировались вокруг внутреннего двора, образуя небольшую крепость с глухими внешними стенами и одними воротами.
Традиционная украинская хата является настоящим шедевром, в котором соединились исключительная рациональность замысла и высокий художественный уровень исполнения. Чаще всего её делали с одним жилым помещением, к которому могли прилегать вспомогательные — сени, кладовая, а также с двумя жилыми помещениями, с которыми сочетались в различных комбинациях вспомогательные и даже производственные. Материалом для стен служило дерево в разных вариантах: сруб из брёвен, брусьев или плах, каркас с комбинированным заполнением (мелкое дерево, хворост, глина с соломой). Лучшим деревом для стен считалась липа. Крышу покрывали соломой, камышом, мелкими деревянными дощечками — гонтом или дранкой.

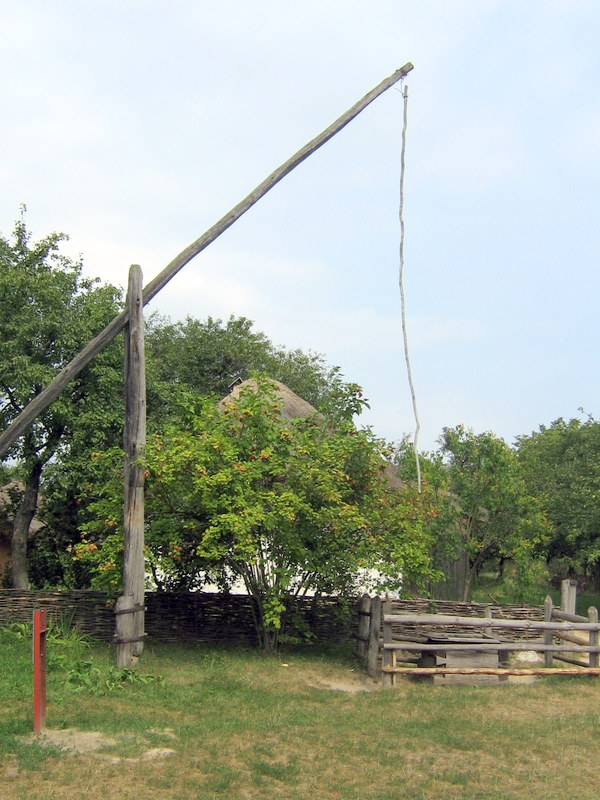
«Журавль»

Декор в украинской деревянной архитектуре был очень разнообразен и изыскан, однако основан на чисто рациональных началах: украшали только те части здания, которые всегда были на виду; применяли принцип художественного контраста (контраст цвета, формы, материала, фактуры), который при минимуме принятых средств давал максимальный художественный эффект.
Кроме сооружений традиционного крестьянского двора, старое украинское село создало прекрасные образцы общественных зданий. К ним относятся церковь, школа, сельская управа, корчма, амбар (большая кладовка для хранения общественных запасов зерна). Жизнь и экономическая деятельность были бы невозможны без соответствующих производственных сооружений: лесопилок, сукновален, маслобоен, крупорушек, кузниц.
Традиционные украинские мельницы — это произведения народной инженерной мысли, которые обеспечивали потребности старого украинского села в доступной, дешёвой и безопасной энергии. Самые древние мельницы — водяные, ветряные появились только в XVIII веке.
Высокого уровня украинская деревянная архитектура достигла в церковном строительстве. Именно в этой сфере создано шедевры архитектурного искусства: величественные соборы и маленькие часовни, приходские церкви и колокольни, ограждения, ворота и башни, поскольку храм — не только средоточие духовного общения человека с Богом, но и также центр общественной жизни.

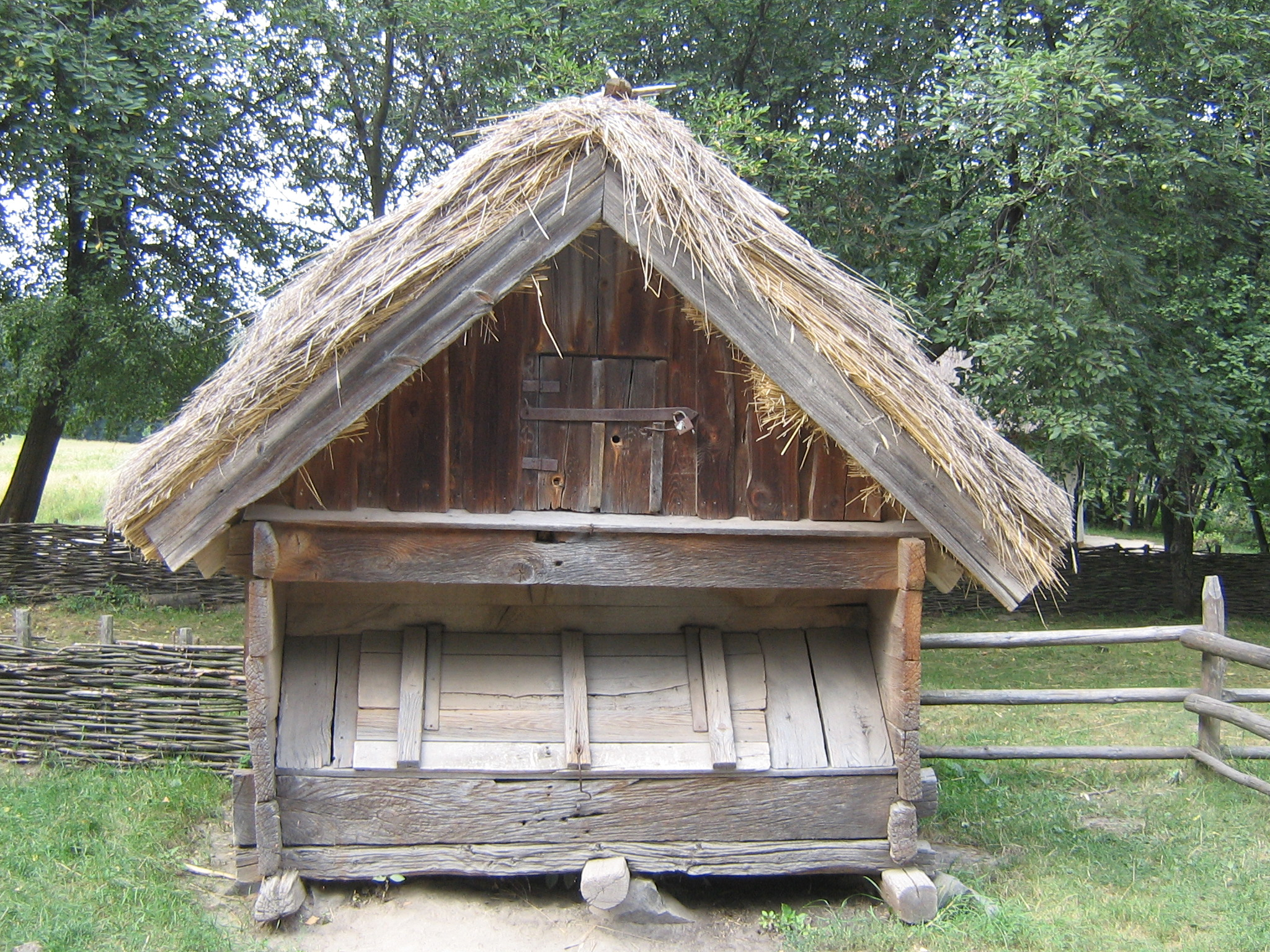
Саж
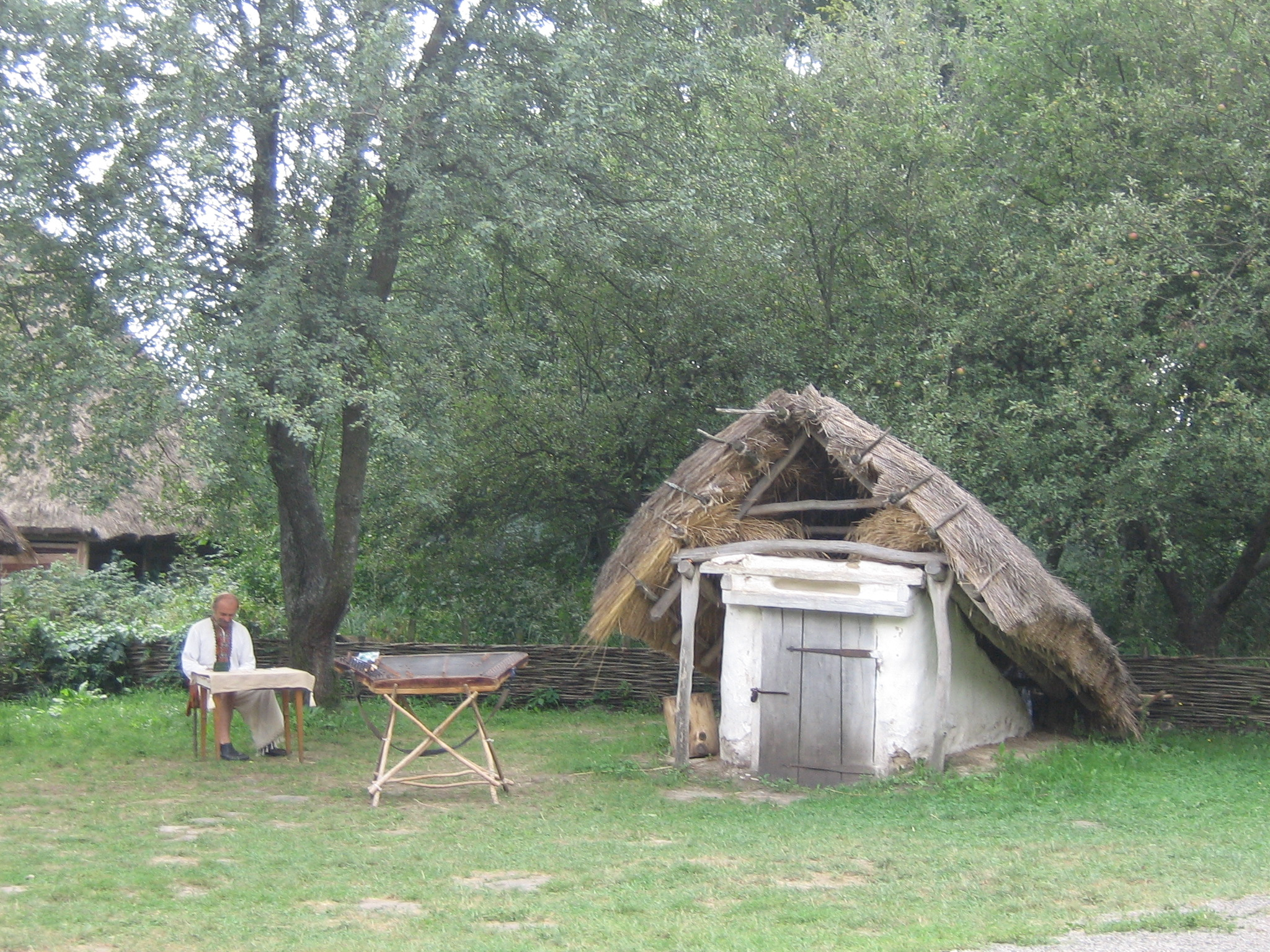
Погреб
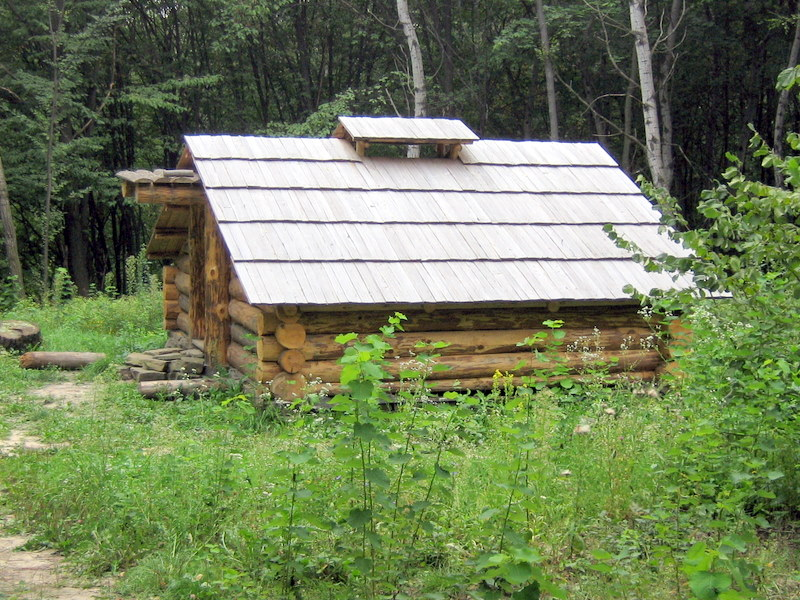
Колыба урочища Волово
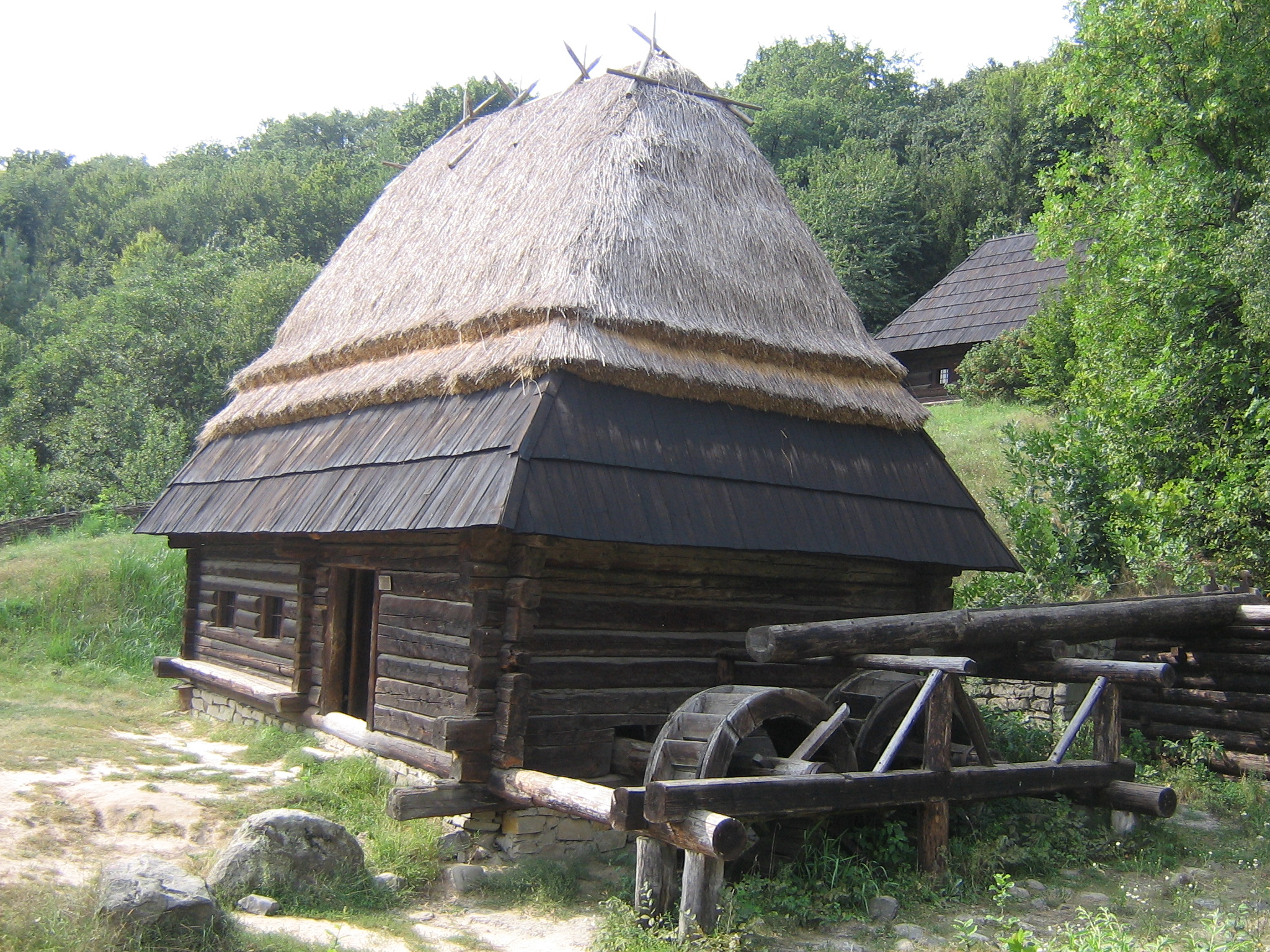
Мельница из села Пилипец

### Символика жилья

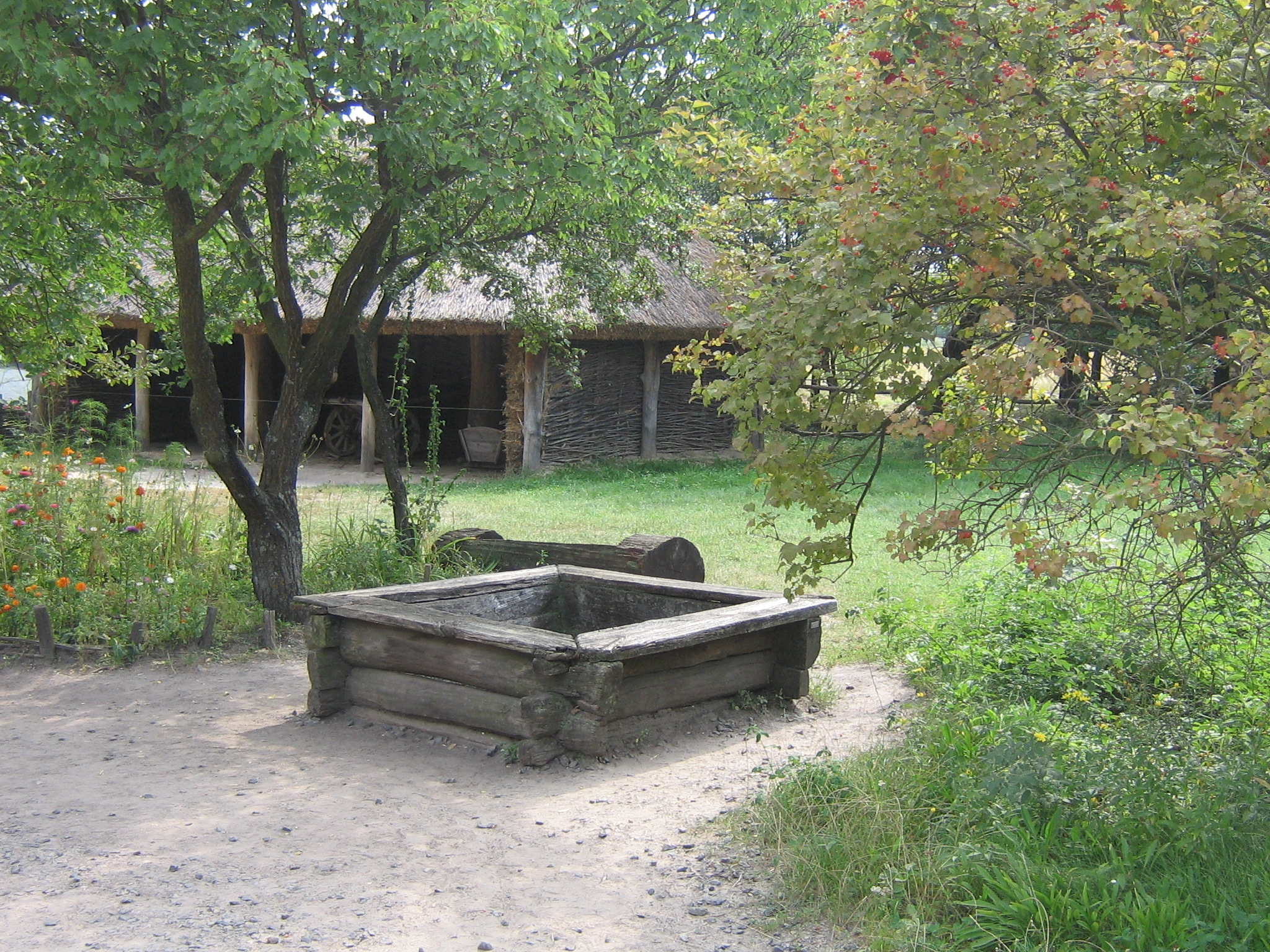
Колодец и скамейка для отдыха

Крестьянская хата была не только предметом, но и весьма содержательным знаком, выполняющим эстетическую и магическую функции. Так, простое созерцание усадьбы, жилья и хозяйственных построек позволяло определить состоятельность и предпочтения хозяина; удобство места для дома и подходов к нему свидетельствовали о почитании хозяином определённых народных знаний; чисто подведённые завалинка, стены, окна свидетельствовали то же самое и о хозяйке; наличие нарисованных знаков, красных цветов или птичек на калитке, воротах или над окнами говорили о том, что в данном жилище есть на выданье девка или парень. Для того чтобы заинтересованные имели повод остановиться и узнать всё подробнее, у ворот от улицы была вкопана скамья для отдыха, а неподалёку, на границе усадьбы с улицей, находился колодец, где можно было напиться воды и напоить лошадей или волов, отдохнуть, услышать новости.
Рассматривая дом, можно было увидеть оконные и дверные проёмы, окрашенные в интенсивно красный цвет, символизирующий очищение огнём «всего входящего». Функцию оберега выполняли также проведённые мелом крестики вокруг окон и двери. Оберегами служили и полотенца, которыми украшали окна и двери. Их вышивка обязательно отличалась от той, которой вышивали полотенца для картин и икон.

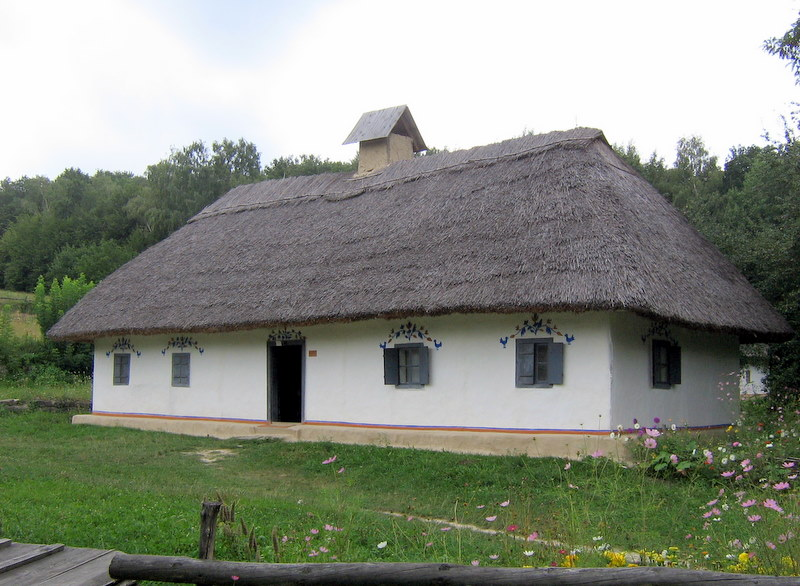
Птицы над окнами. Здесь невеста на выданье

Непременными домашними амулетами были чеснок и подкова. Последнюю прибивали к порогу или около него. Чеснок и различные травы развешивали вокруг дверей и окон.
Бытовали настенные росписи, которые зачастую несли в себе отдалённые мотивы календарных, религиозных и семейных праздников. Условность формы и колорита этих росписей, далёких от натуральных растений, свидетельствует о том, что они мыслились и как сакральный акт. Однако уже к концу XIX века декоративные мотивы росписи традиционного жилья теряли свой символический смысл.
Настенные росписи традиционно размещали преимущественно тремя горизонтальными полосами: средняя определялась высотой окон, а две другие — расстоянием от окон до крыши и завалинки. Такая система — явление не случайное, ведь и жильё также делится по вертикали на три части: завалинка, стены, крышу. В жилой комнате зачастую было три окна, на фасадной стене — три отверстия (двери и два окна), большинство традиционных домов имело разделённое на три части планирования. С появлением оконного стекла больших размеров быстро получили широкое распространение окна на три стекла.

### Интерьер жилья

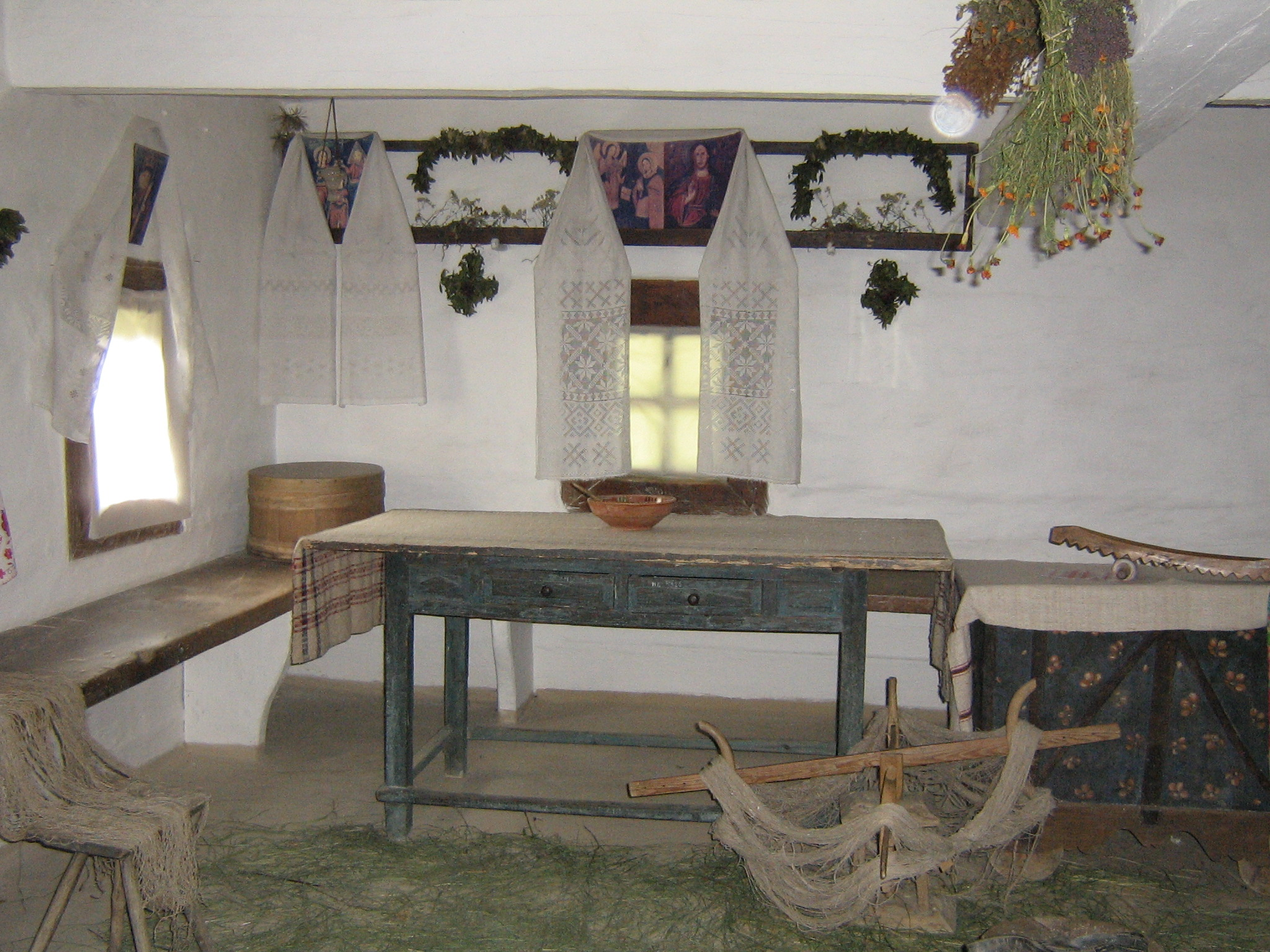
В доме рыбака

Внутренняя планировка жилья, традиции которого восходят к древнерусскому периоду, характеризовалась в XIX веке повсеместным типологическим единством. Печь всегда занимала внутренний угол дома с одной стороны от входной двери и была обращена своим отверстием к фасадной стене, в которой были окна. По диагонали от печи устраивали парадный угол, где размещали иконы, украшенные ткаными или вышитыми полотенцами и цветами; перед ними вешали лампадку. На Левобережье для икон делали специальные полочки, у наиболее зажиточных крестьян были целые домашние иконостасы.
Под иконами вдоль боковой стены ставили стол. У карпатских горцев и местами у подолян функции стола выполнял сундук. У стола под тыльной стеной размещали длинную деревянную скамью, а с внешней стороны — маленький переносной стульчик. Сбоку от стола находился сундук. Пространство между печью и боковой стеной заполнялось деревянным настилом на столбиках, поднятым на уровень лежанки печи. Днём он использовался для домашних работ, а ночью служил спальным местом. На Волынском Полесье летнее спальное место иногда устраивали в сенях. Вдоль главной и боковой стен наглухо устанавливали скамьи, на праздники украшали самодельными ряднами, а в богатых семьях — коврами. В углу, противоположном печи, у дверей и в них размещали деревянные полочки или небольшой шкафчик для посуды, а вдоль главной стены над окнами против печи — полку для домашней утвари и хлеба. В однокамерных бедняцких хатах Полесья и Карпат почти до начала XX века бытовала архаичная форма пыльной печи, дым от которой шёл прямо в избу. Для его вывода в потолке делали специальное отверстие с задвижкой. Полещуки почти до 1920-х годов продолжали пользоваться такими архаичными осветительными устройствами, как светильник, лучина, которые устанавливали у окна напротив печи. С потолка, в котором оставляли отверстие, над светильником спускали трубу, сделанную из хвороста или полотняного мешка, обмазанных глиной. Своеобразия полесскому и карпатскому интерьеру придавала целая система жердей (на большинстве территории Украины их было всего одна — две). Это продольные и поперечные жерди-полки, жердка-перекладина для плетения лаптей, рогож; жердка для подвешивания кросен ткацкого станка, жердка-сушилка возле печи и повсеместно распространены жерди-вешалки над спальным местом.
Украинская кухонная печь по форме дымозаборного устройства, которое располагался над печкой, представлена тремя типами: левобережная, правобережная и лемковская. Стенки дымохода печи левобережного типа были поставлены на шесток вровень с ним, так что шесток выглядел углубленной площадкой. Правобережная печь имела дымоход в форме усечённой пирамиды — в виде свободно нависающего над печкой или спертого на столбики коша. Лемковская печь, кроме своеобразной ориентации отверстия на боковое стену, имела дымоход в форме Г-образной трубы, короткая часть которой нависала над печкой, а удлинённая соединялась со стеной притвора, где было отверстие для вывода дыма в сени. Основу печи чаще делали из глиносоломы, в полесском и карпатском жилье были распространены основы из дерева, на юге и Закарпатье — из природного камня, позднее — из кирпича.
Традиционная украинская хата имела, как правило, не менее трёх окон: в главной стене — двое напротив печи и третье напротив стола. Делали и маленькое окошко в причилковой стене. В пыльных домах Полесья и Карпат почти до начала XX веке хранились так называемые волоком окна представляли собой узкие сквозные отверстия в стене, которые закрывались деревянными задвижками — волоками.

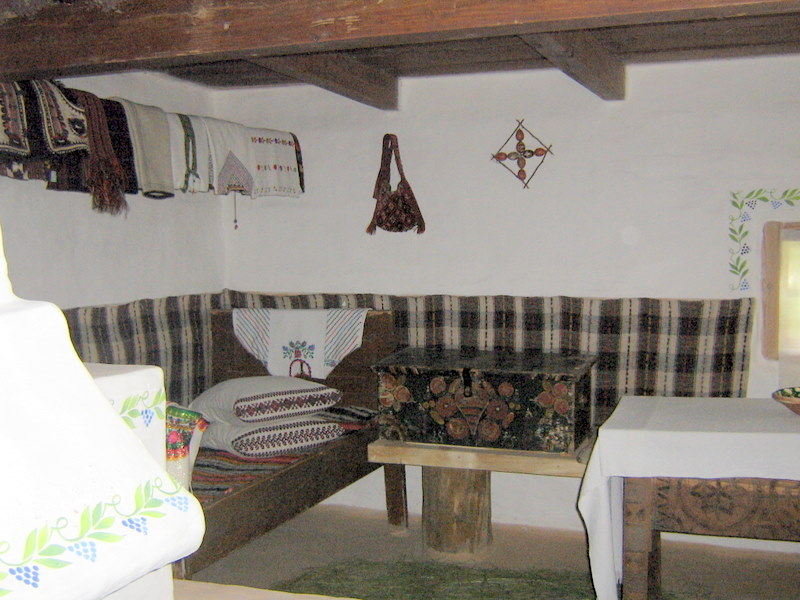
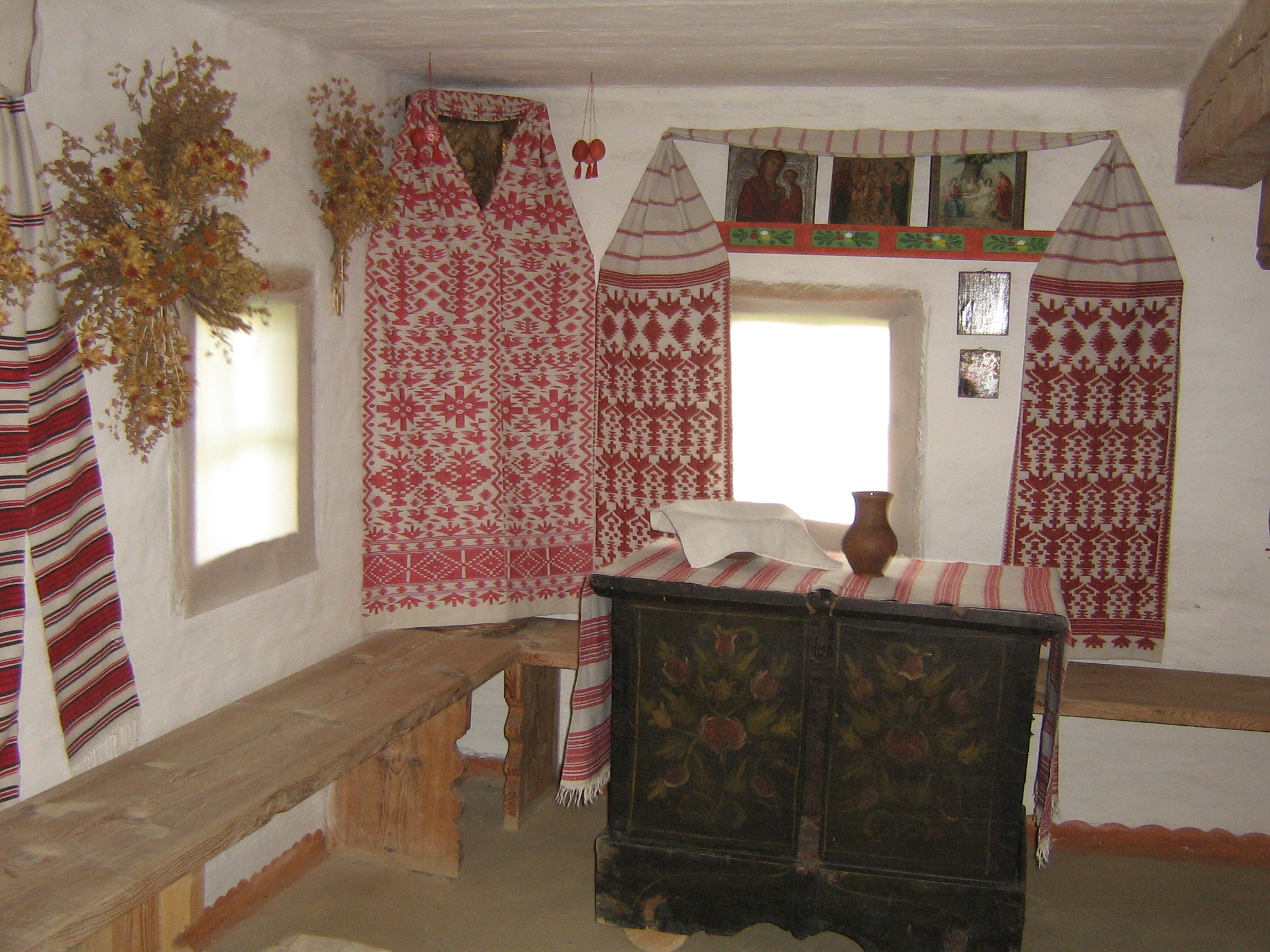
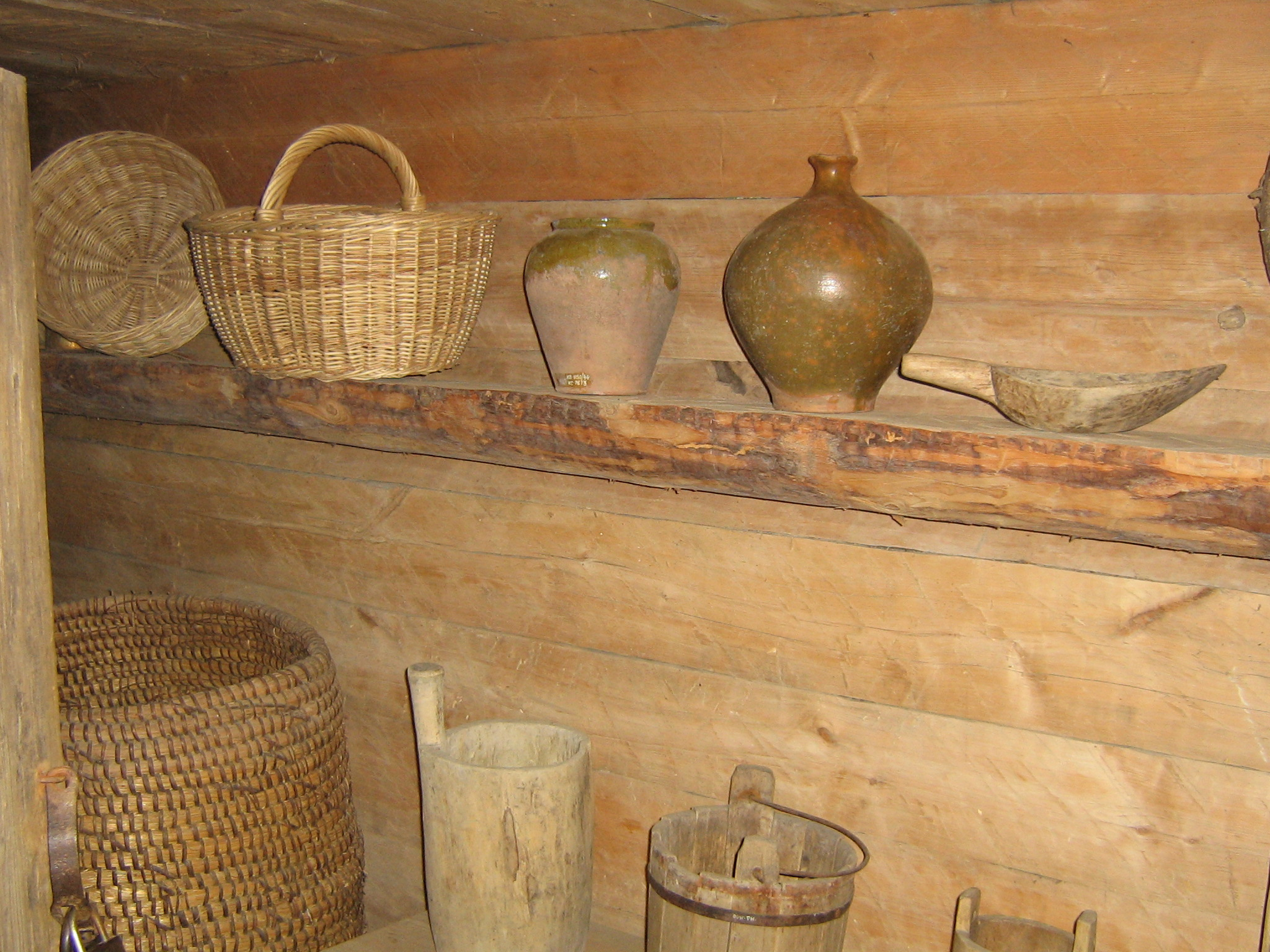
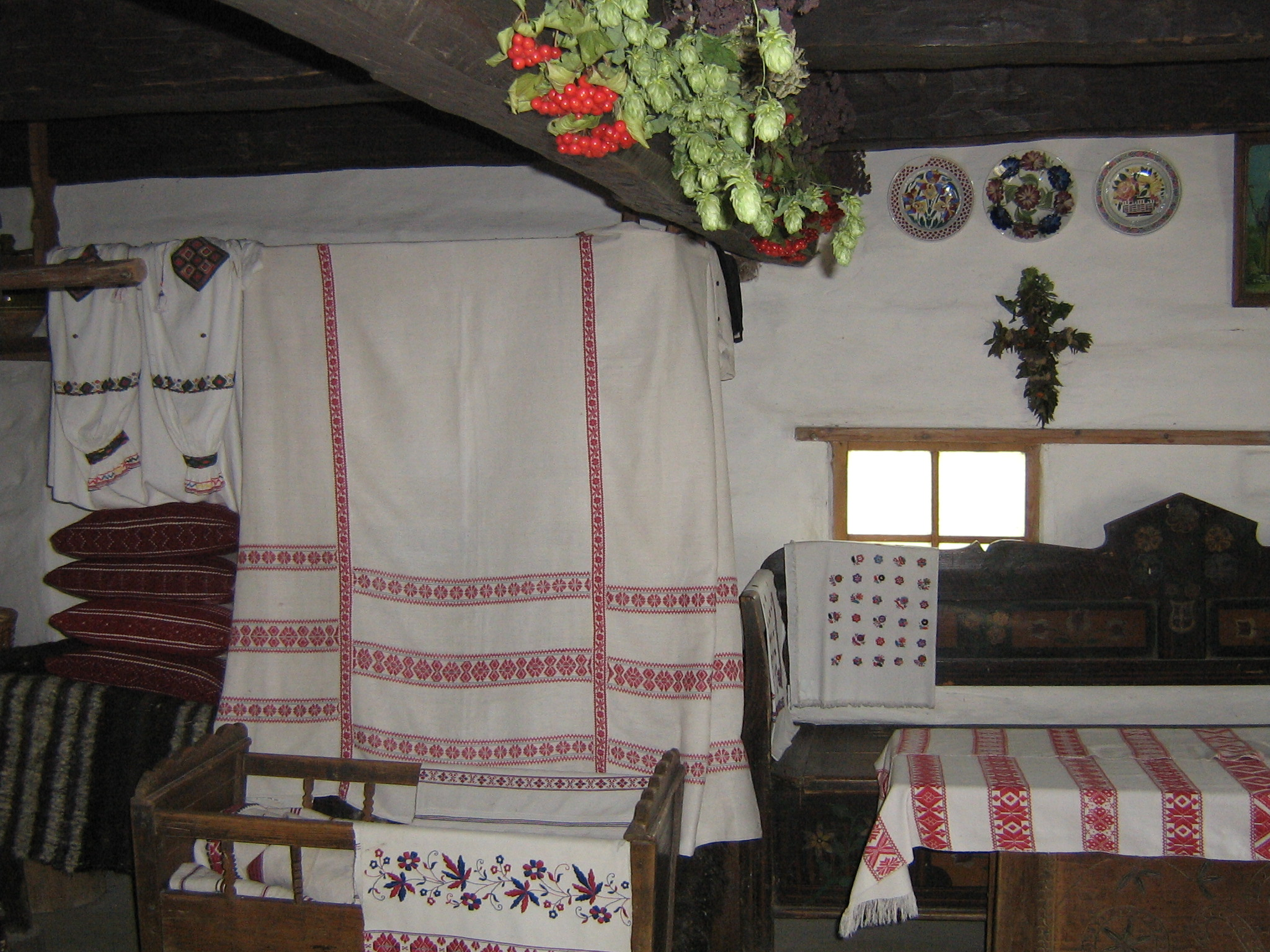

### Экстерьер хаты

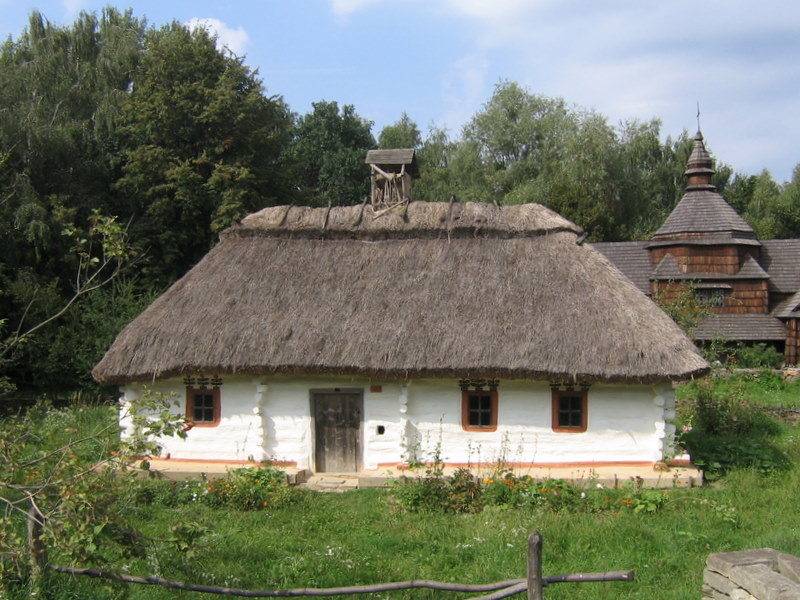
Побеленный деревянный дом с соломенной крышей из села Луги на Подолье

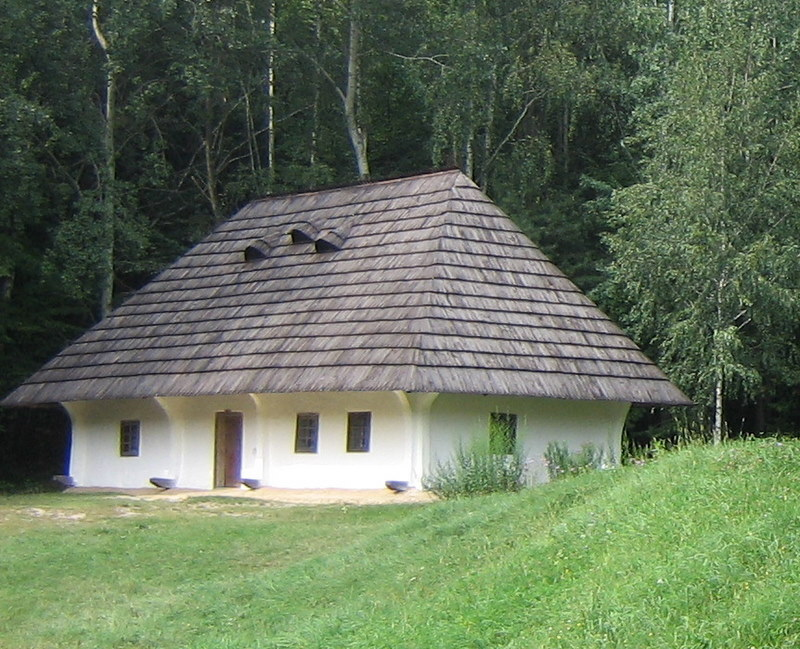
Дом из с. Великий Кучуров Черновицкой области, Буковина

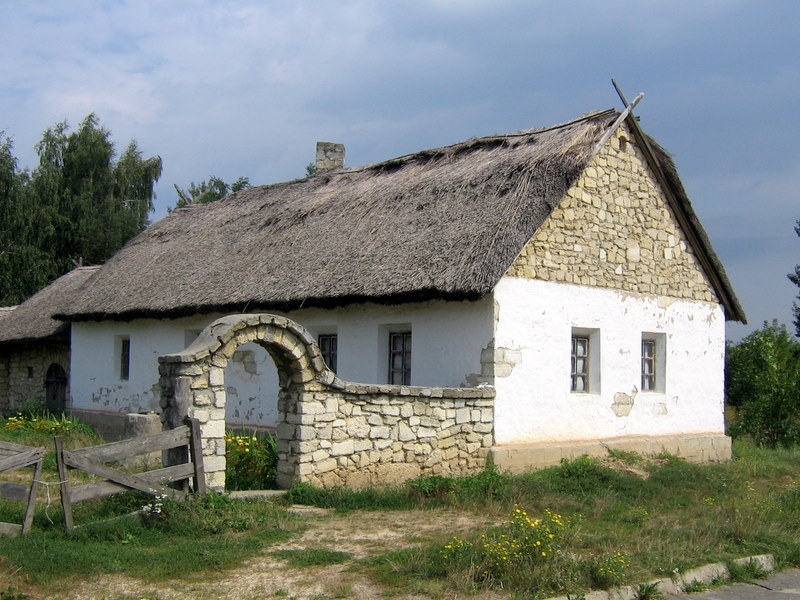
Каменный дом с Южной Украины

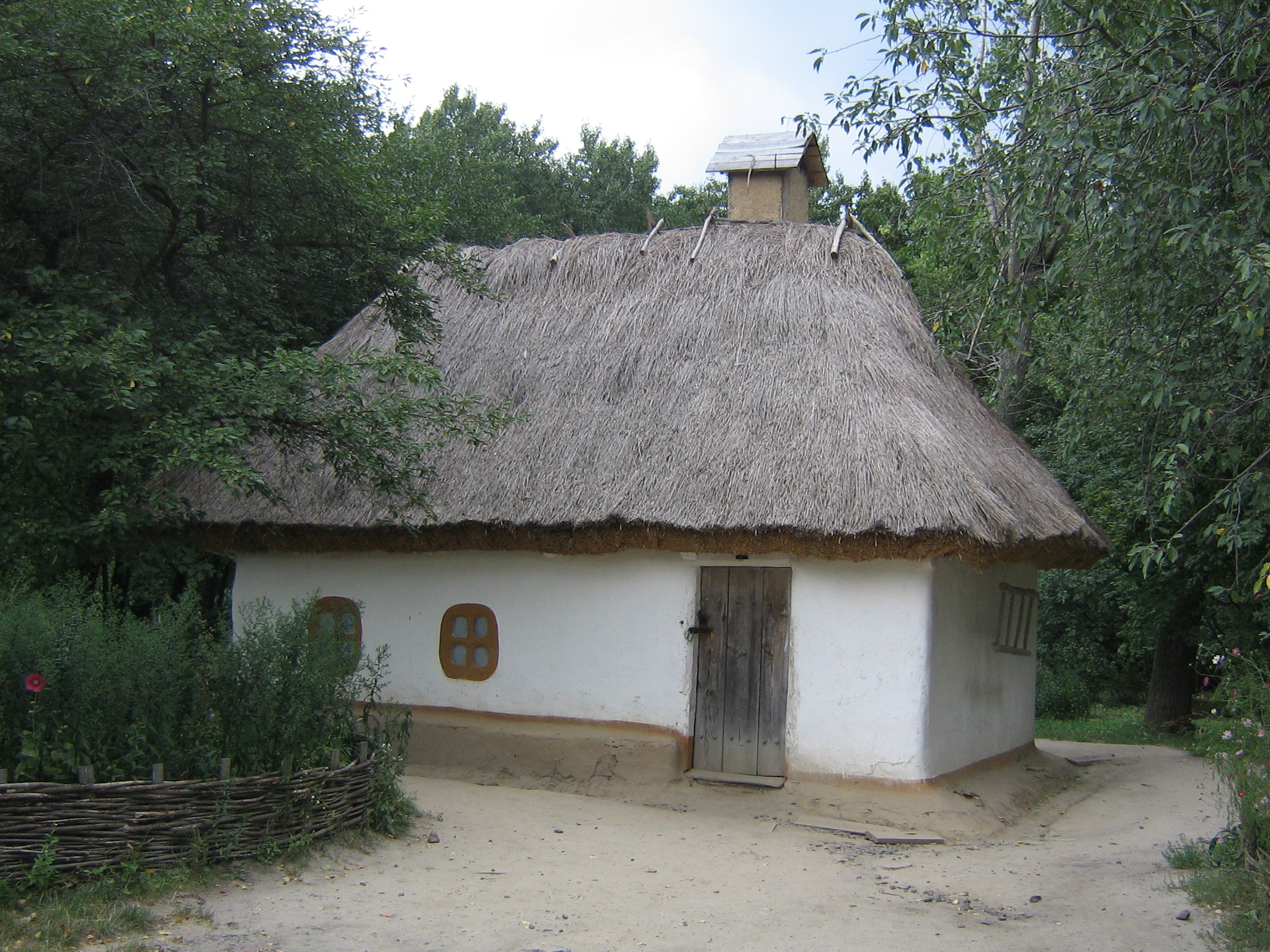
Мазанка из Приднепровья

Стены дома возводились из различных строительных материалов в зависимости от местных ресурсов и экономических возможностей строителей.
Древние традиции на Украине имели два типа конструкции стен: срубный и каркасный. Из-за хищнического уничтожения леса, высоких цен на лесоматериалы, соотношение срубных и каркасных жилищ в конце XIX — начале XX века меняется в пользу последних, а срубное жильё становится привилегией зажиточных хозяйств, превращаясь в своеобразный символ благосостояния. В северной полосе Лесостепи каркас заполняли деревом и частично глиносоломою, а в южной — плетением (минимально употребляли дерево, максимально — лозу, тростник, солому с глиносоломою). На Правобережье расстояние между столбами каркаса заполняли деревянными горбылями, которые горизонтально закладывали в пазы этих столбов. На Левобережье преобладал вертикальный способ заполнения каркаса. Промежутки между столбами каркаса закладывали более тонким деревом — торчами, которые заводились сверху в продольную обводку, а снизу или закапывались в землю, или вставлялись в нижнюю балку — фундамент. Торчовые стены с обеих сторон обмазывали глиной и белили. Для лучшего прилегания обмазки её накладывали на забитые в стены деревянные колья. В XX веке вместо тиблей начали набивать металлическими гвоздями деревянные планки или дранку. Стены с плетёным заполнением каркаса имели распространение в зоне Лесостепи и Степи. Они имели достаточно лёгкий каркас из густо поставленных колонок, которые скреплялись несколькими рядами горизонтальных жердей. Каркас вертикально заплетали хворостом, лозой, камышом, а далее с обеих сторон обмазывали толстым слоем глиносоломы. Турлучные хаты имели разные названия: мазка, мазанка, хворостянка, килёвана, на пидплёти и др. Наряду с каркасной в лесостепной и особенно в степной части Украины бытовала бескаркасная техника возведения стен из глиносоломенных вальков и блоков-кирпичей, а в ряде районов — из природного камня — ракушечника, солонцы и т. п.
Декоративно-художественное оформление дома было достаточно разнообразным в разных районах Украины. Так, если средства наружной отделки срубных полесских жилищ ограничивались частичной побелкой или обмазкой глиной, притом только жилой части дома, то в крайних северо-западных районах сруб оставался небелёным или подбелевалась только часть стен вокруг окон. Декор срубного карпатского жилья отличался богатством профилированной резьбы. Значительным разнообразием приёмов отделки характеризовалось каркасное и бескаркасное жильё лесостепных и степных районов. Здесь, кроме традиционной обмазки глиной и побелки, широкое применение получили подводка цветными глинами и декоративная полихромная роспись. В прикарпатских зонах Подолья, Буковины, горных районах Прикарпатья и Закарпатья применяли приёмы художественного преподавания — тесину.
В традиционном украинском жилье пол всегда был глиняный. Дощатый пол даже в домах зажиточных крестьян в конце XIX — начале XX века случался очень редко, да и только в районах, богатых лесом. Потолок поддерживался продольными или поперечными балками — матицами. На них укладывали разного рода настил (из горбылей, досок, прутья, переплетенного глиносоломенными перевяслами и т. д.). Только в полесском жилье сохранились единичные случаи устройства таких архаичных форм потолка, как треугольный, трапециевидный и полукруглый (горбатый) потолок. Потолок, как правило, всегда белили, оставляя небелёными иногда лишь балки. Полностью небелёный потолок бытовал только в западных районах Полесья и у карпатских горцев.
Наиболее распространённой конструкцией крыши на Украине была четырескатная на стропилах, которые крепились на венцы сруба или на продольных балках, положенных по верху стен. На Полесье ещё бытовала двускатная деревянная крыша нескольких вариантов: накатом, на стильцах, на сохах и т. д. В правобережных лесостепных районах крышу покрывали преимущественно соломой, связанной снопиками, а в левобережных — расселенной соломой. Такая крыша завершалась высоким гребнем, проложенным по всей его длине. Из-за большого количества атмосферных осадков крыши здесь были значительно выше, чем в других районах. В зонах, богатых лесом, кровельным материалом служило дерево.

## Экспозиции музея
Архитектура всех регионов Украины представлена в следующих экспозициях музея: «Среднее Приднепровье», «Полтавщина и Слобожанщина», «Полесье», «Подолье», «Юг Украины», «Карпаты», «Мельницы», «Ярмарочное поле» и «Современное село».

### Среднее Приднепровье
К среднему Приднепровью территориально относятся земли южной Киевщины и Черкасщины. В этом районе преобладали каркасные и срубные дома. Строительным материалом были солома, камыш, лоза, отчасти камень. На Уманщине до начала XX века широко пользовались настенной росписью. Крыши на домах имели четырёхскатную форму с «дармовисом» — длинным выступлением крыши на боковой стене, под которым хранили хозяйственную утварь, в том числе и повозки.

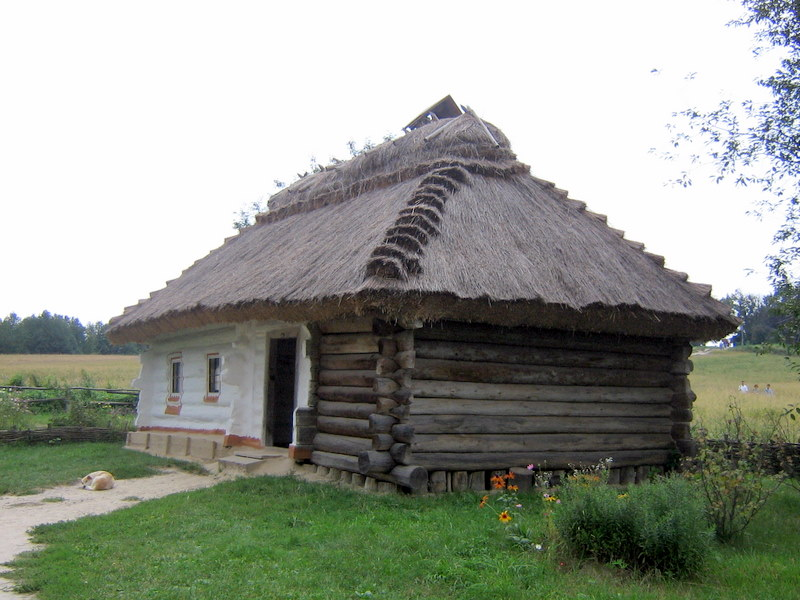
Дом из села Таборов
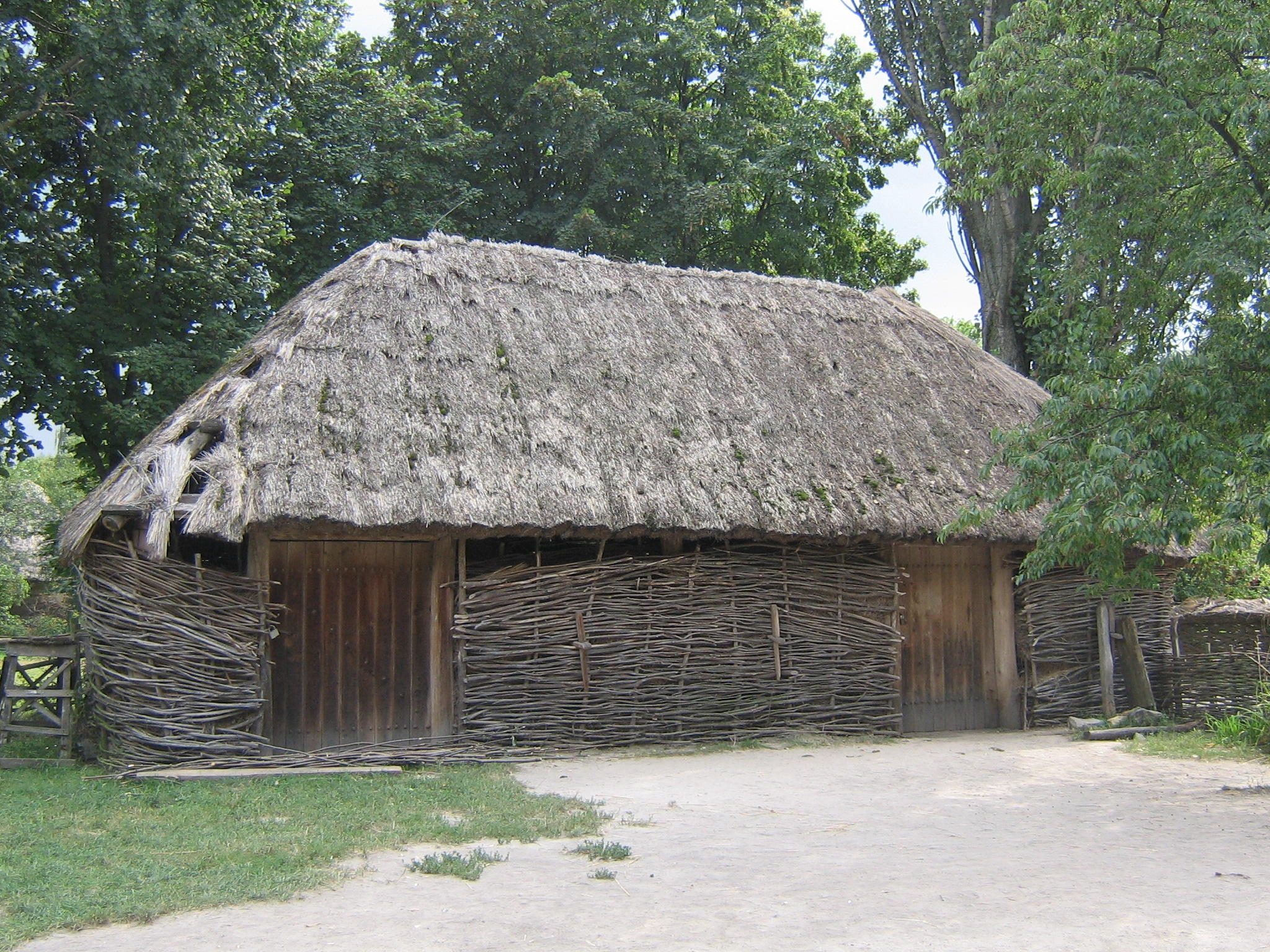
Сарай из хвороста
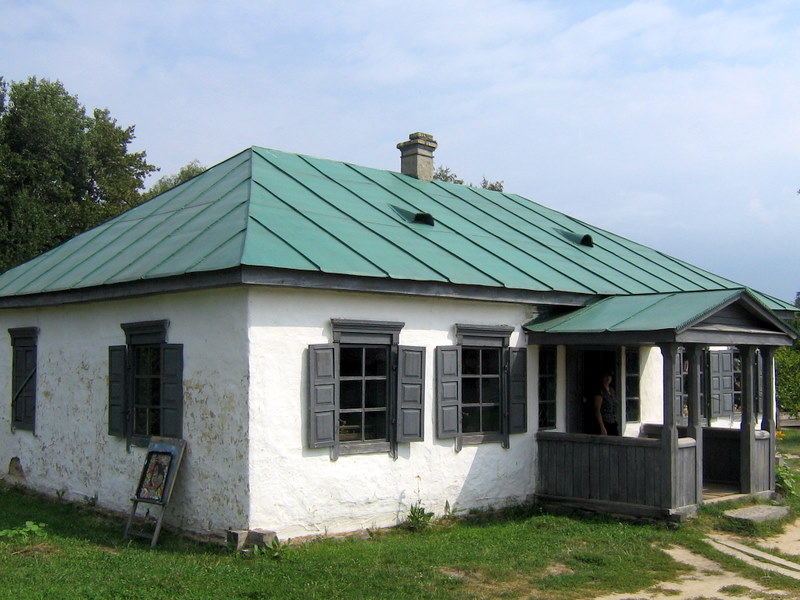
Дом священника
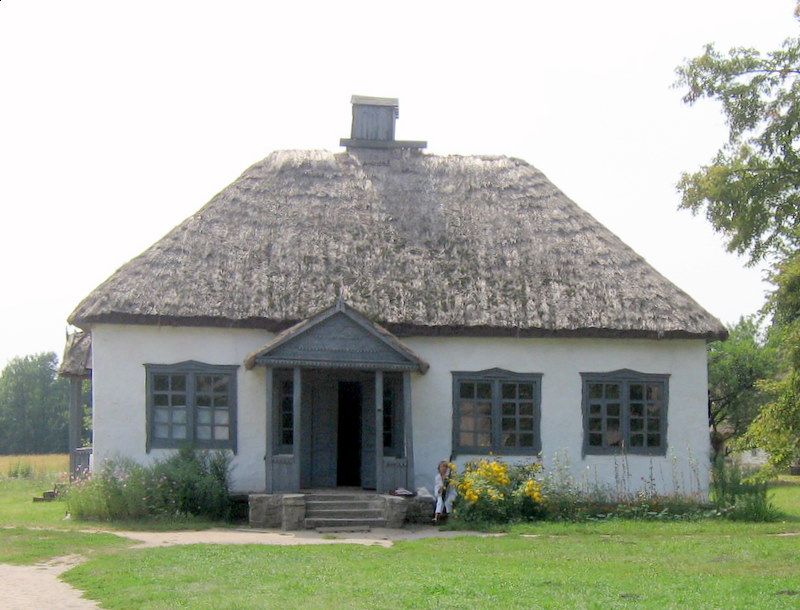
Церковно-приходская школа

Среди других зданий, в этой экспозиции представлены две церкви — церковь святой мученицы Параскевы, храм святого Аристарха Михаила и остатки ритуального дуба.

#### Храм Святого Архистратига Михаила

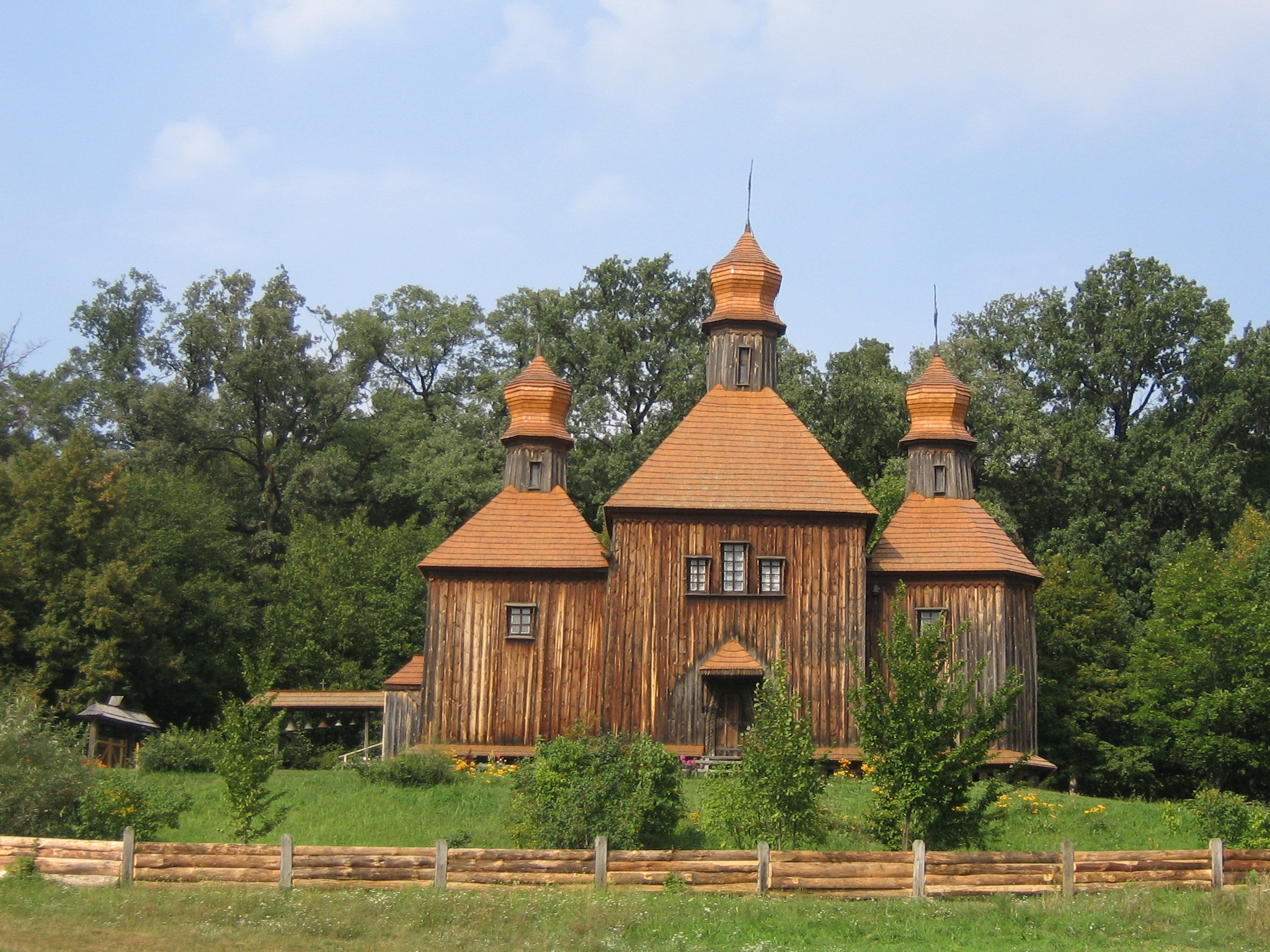
Храм Святого Архистратига Михаила

Храм представляет собой трезубый «парусник», в котором средняя «мачта» шире и выше боковых. Срубы из сосновых брусьев поставлены в ряд с запада на восток. Восточный сруб (алтарь) — шестиугольный, центральный (неф) и западный (притвор) — прямоугольные. Над каждой частью храма возвышается шатровая крыша. Бани, как и крыша, покрыты гонтом, а стены обшиты вертикальной тёсом. Каждую баню завершает ажурный кованый крест.
Храм перевезён в музей из села Дорогинка Фастовского района Киевской области в 1971 году. В его внешнем виде сохранились чрезвычайно древние, архаичные особенности. Относительно возраста церкви существует несколько предположений: 1600, 1700, 1751 годы — такие даты её построения встречающиеся в различных источниках (украинских, российских, польских). Однако специалисты из Института геохимии окружающей среды НАН Украины, по данным анализов, утверждают, что год постройки 1528-й.
Церковь действующая с 10 марта 1990 года и с 1992 года относится к Украинской Православной Церкви Киевского Патриархата.

#### Церковь Святой Великомученицы Параскевы

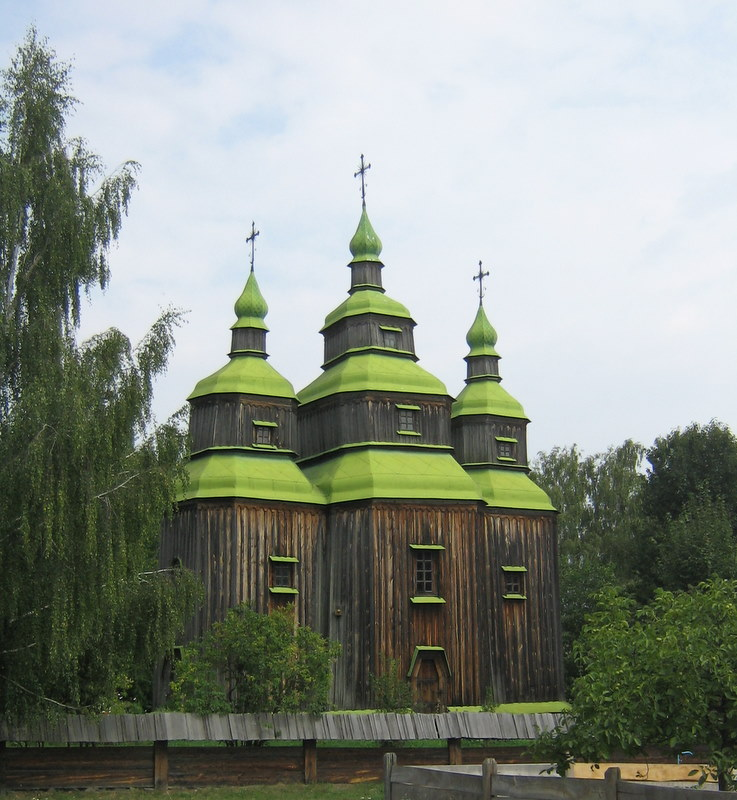
Пятницкая церковь

Церковь Святой Великомученицы Параскевы или Пятницкая церковь — творение народных мастеров эпохи барокко. Высота церкви почти 25 метров и создана она из тяжёлого «железного» дуба, в который невозможно забить и гвоздь.
Церковь перевезена в музей из села Зарубинцы Монастырищенского района Черкасской области в начале 1970-х годов. В архивных документах значится, что её основательницей была последняя представительница рода Вишневецких — Урсула Францишка Радзивилл (1705—1753), жена Михаила Казимира Радзивилла, Великого гетмана Литовского. Радиоуглеродный анализ древесины храма дал приблизительную дату его строительства — 1751 год. Возведение храма было начато в 1742 году, из-за некачественной работы строителей он вскоре дал крен и в 1757 году был обновлён.
9 ноября 1993 году церковь была освящена и стала действующей. Чуть позже прихожанами и профессиональными реставраторами были собраны воедино рассеянные по разным фондам и мастерским Киева остатки иконостаса.

#### Ритуальный дуб

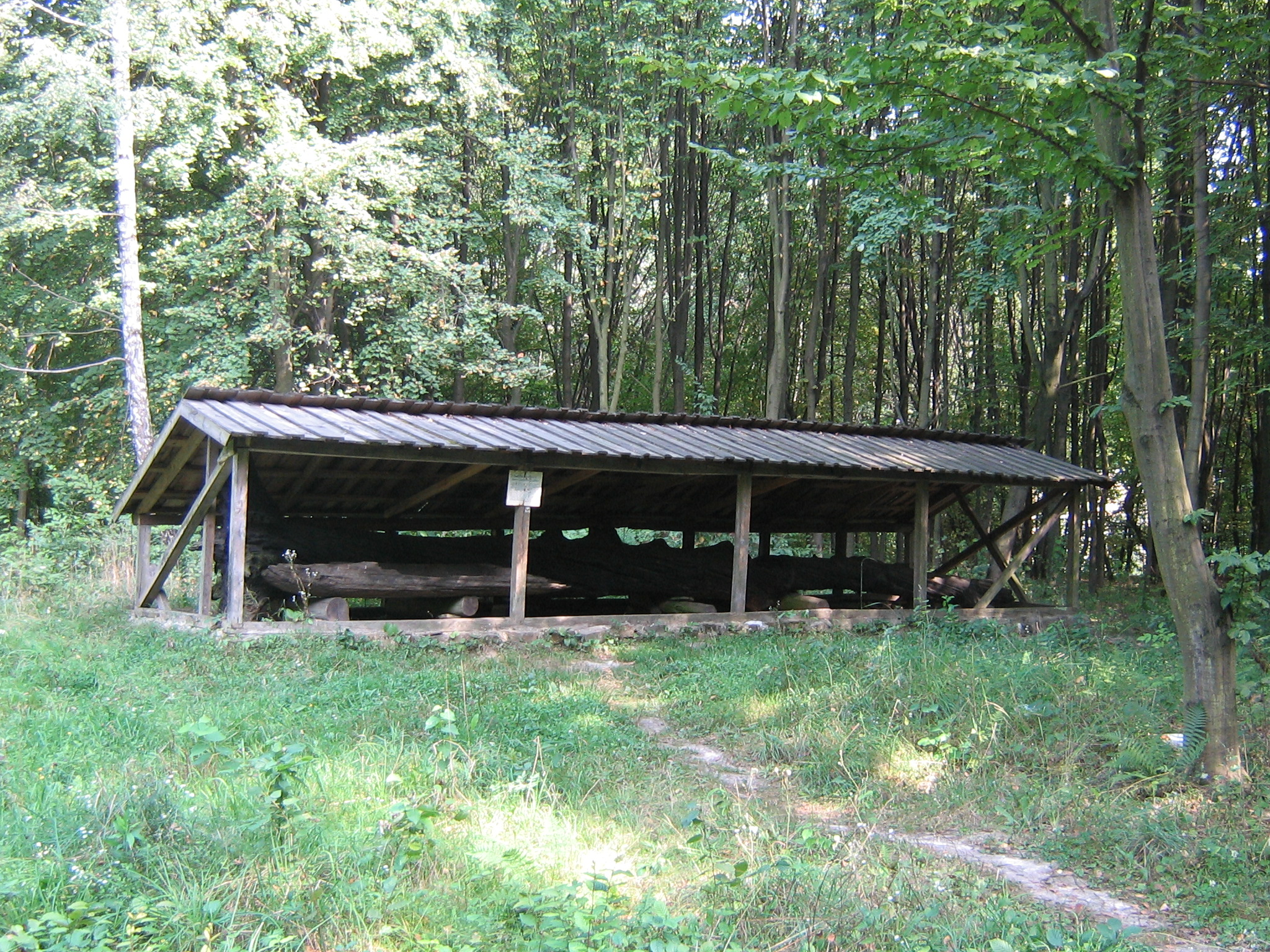
Остатки ритуального дуба

Дуб найден в 1975 году во время строительных работ в устье Десны. Институтом археологии проведены исследования этой уникальной находки. В разветвления ствола было вставлено девять челюстей вепря. Культ верховного славянского бога Перуна часто отождествлялся с деревьями и сильными лесными животными (медведями, вепрями, турами). Такие культовые деревья стояли на перекрёстках торговых путей и на берегах рек.

### Полтавщина-Слобожанщина

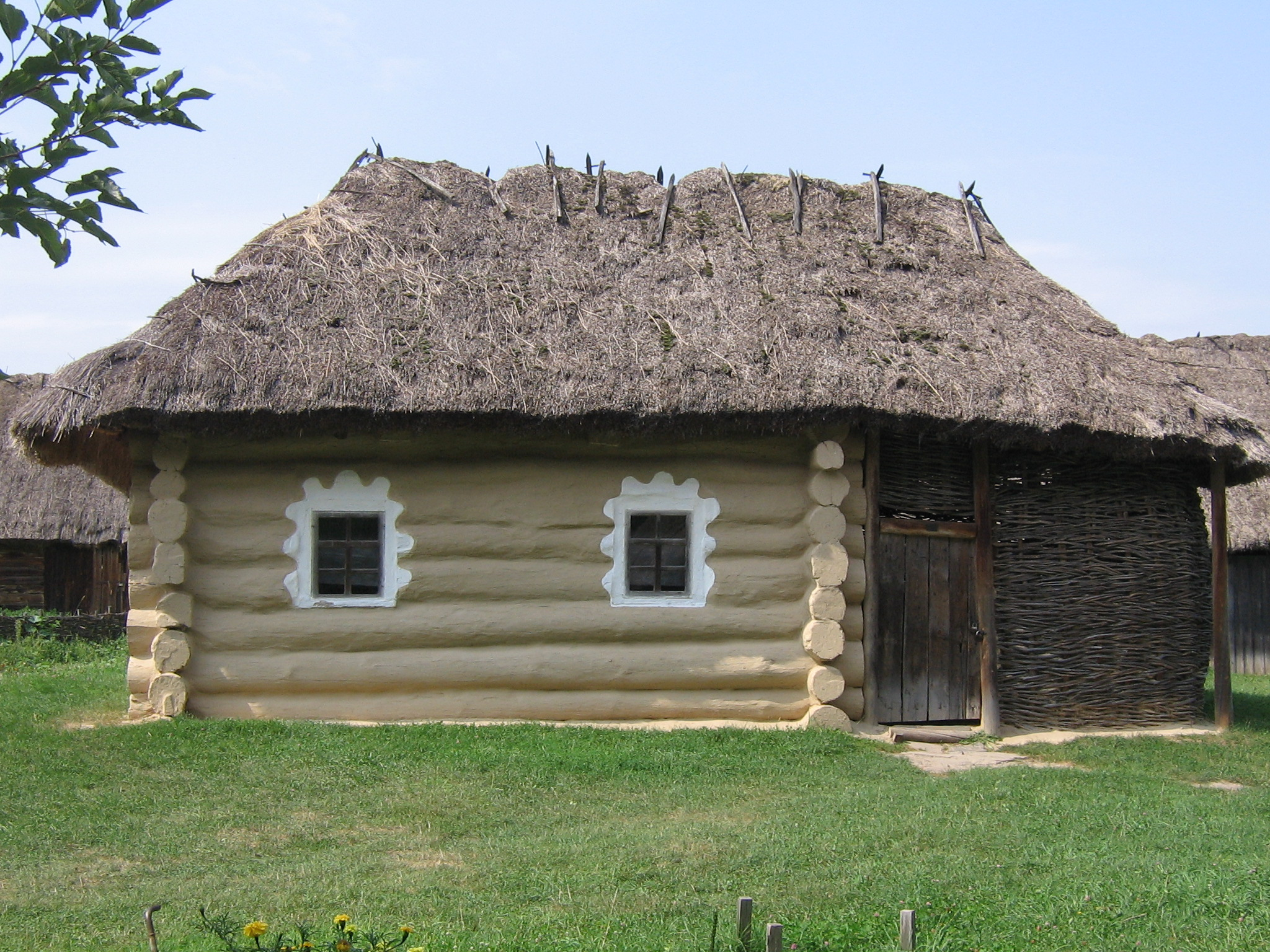
Крестьянская изба с Полтавщины

На Полтавщине, как и в целом на Слобожанщине, дома строили «в паз» (укр. «в шули») и срубные. Широкое распространение получили мазанки и глинобитные с преобладанием трёхкамерного жилья. Помещение отмечалось особой нарядностью, со значительным количеством декоративных украшений.

### Полесье
Полесское традиционное жилище дольше сохранило славянский тип — однокамерное помещение со стебкой и клетью, которые выполняли функции вспомогательных хозяйственных пристроек. Стены возводили из сплошных булыжников или колотых плах преимущественно из сосны, иногда из осины или ольхи. Крышу крыли досками (дранками) и соломой. На начало прошлого века преобладающими были двускатные, а позже четырескатные крыши. Учитывая экономию материала к жилью пристраивали многочисленные хозяйственные помещения и, таким образом, образовывались длинные дома как реликты замкнутых дворов.

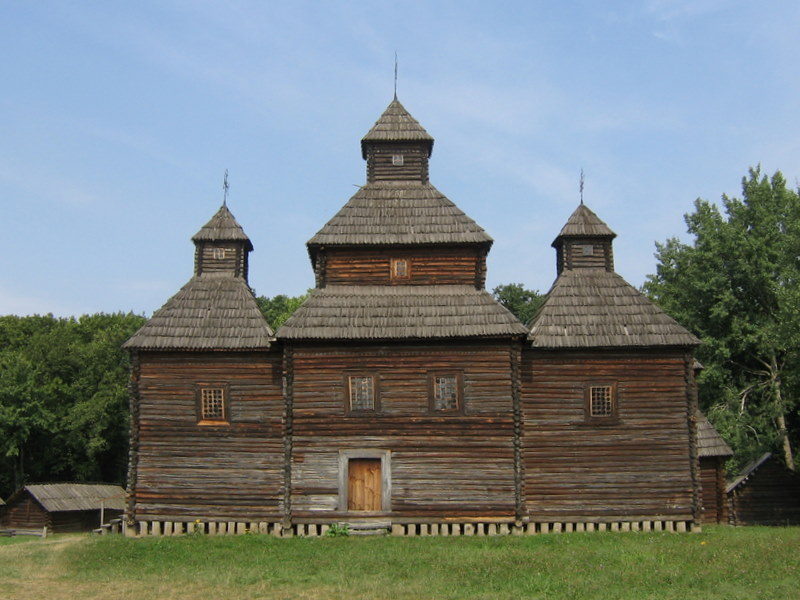
Воскресенская церковь из села Кисоричи, Ровненская область
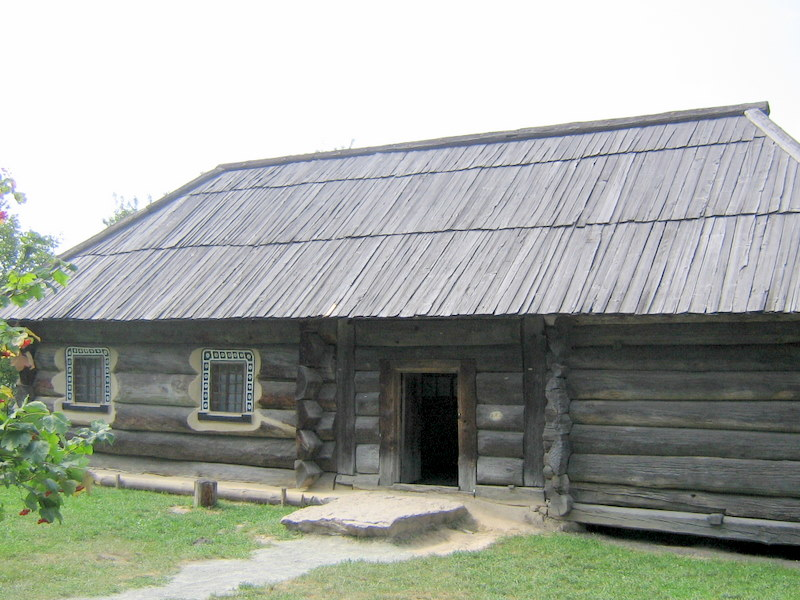
Дом из села Бехи, Житомирская область
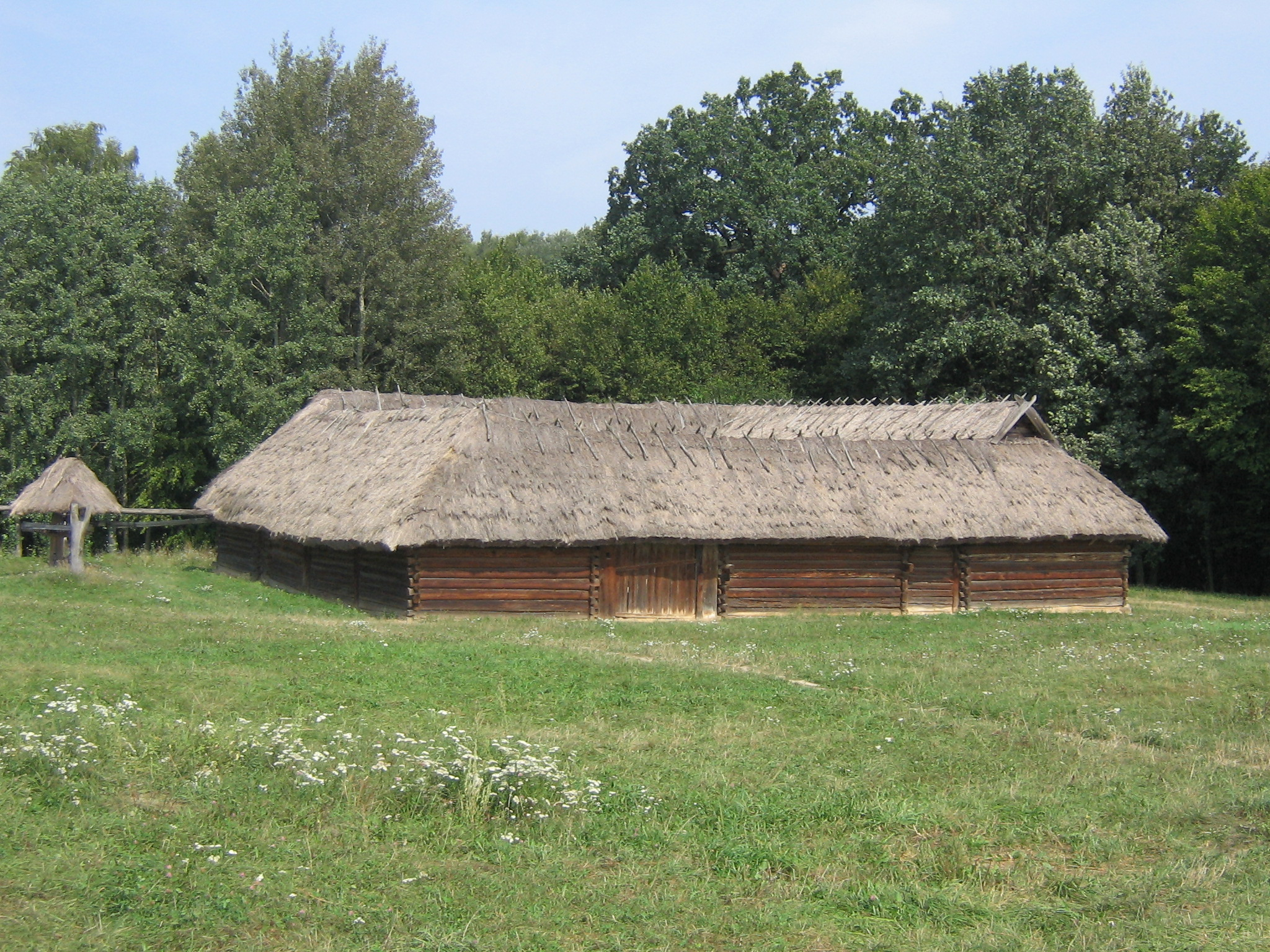
Окружной двор из села Соловьи, Волынская область
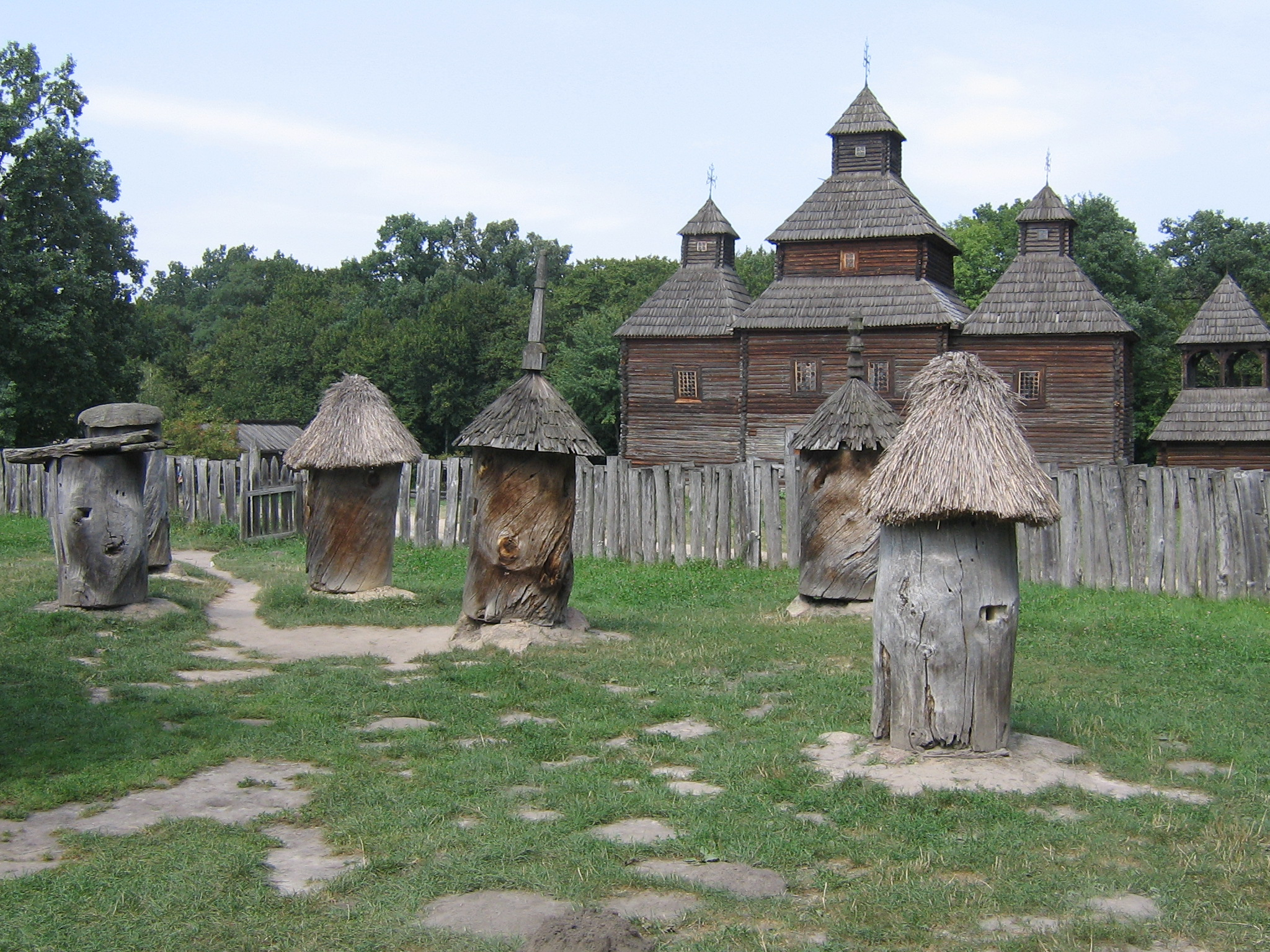
Пасека

### Подолье
Для подольского региона свойственно каркасно-глиносоломенное жильё. Издавна стены в домах строили из орешника или грабового хвороста, которые обмазывали глиной, перемешанной с половой. Позднее (XVIII—XIX века) наиболее распространённой была глинобитная техника — смесь глины и суглинка с ржаной соломой. Часто строили жильё из кирпича-сырца или камня. Типологически оно имело устойчивую форму — дом с двумя жилыми помещениями, разделёнными сенями.

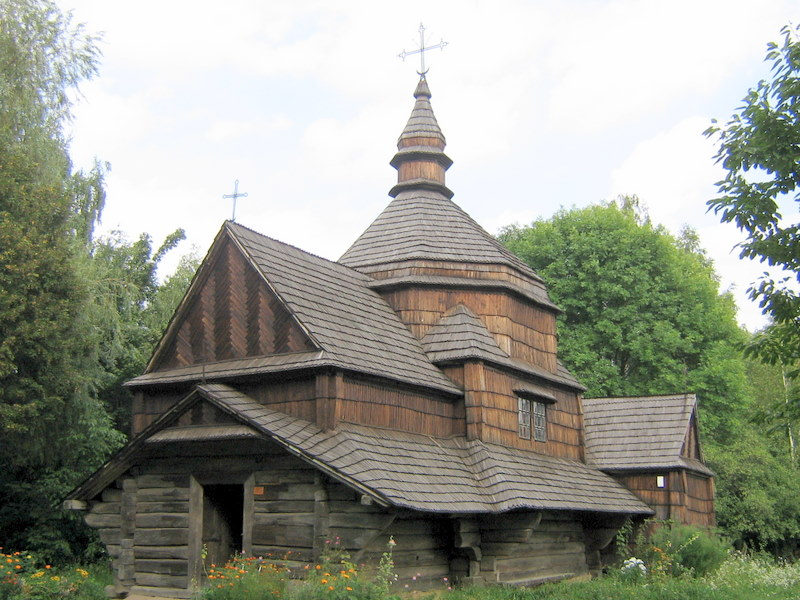
Церковь Св. Николая из села Зелёное
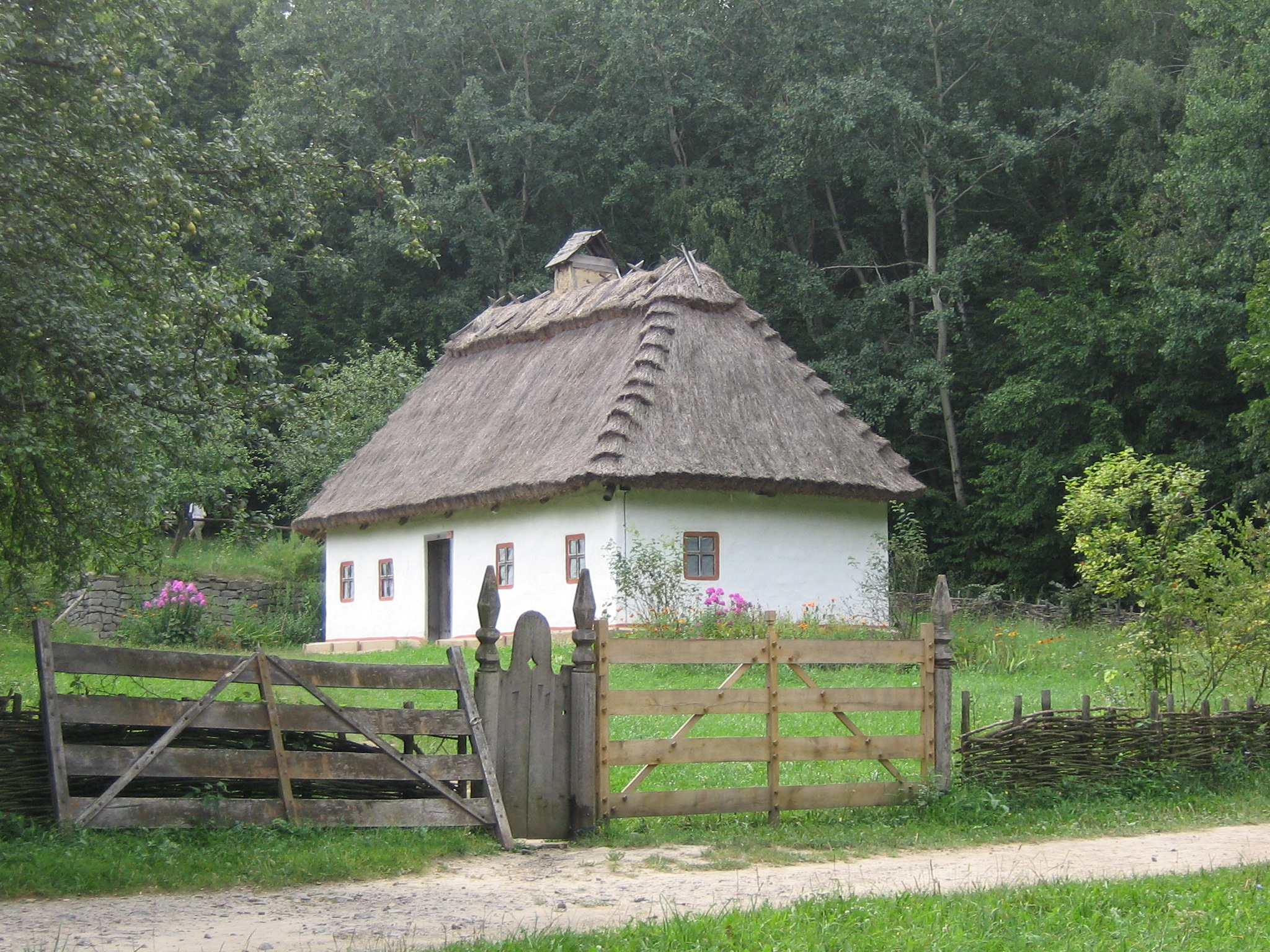
Дом из села Крищинцы
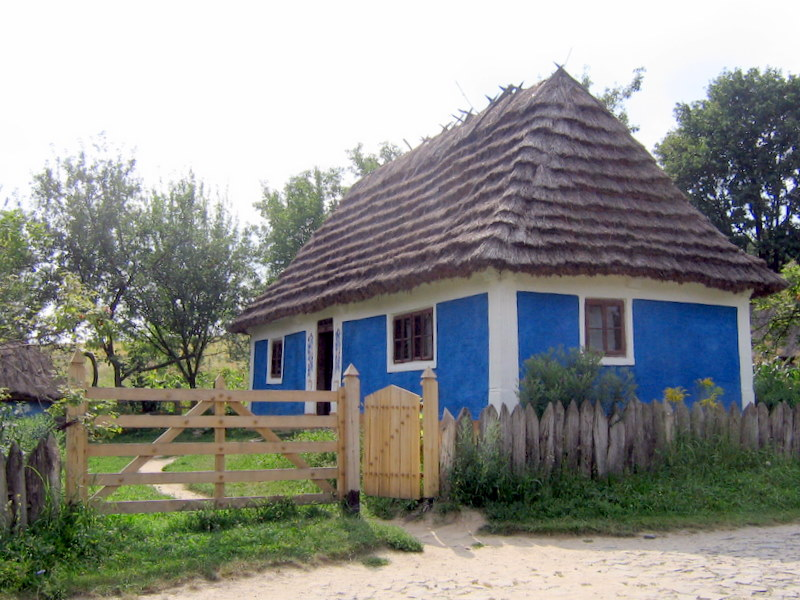
Усадьба из села Кадиевцы
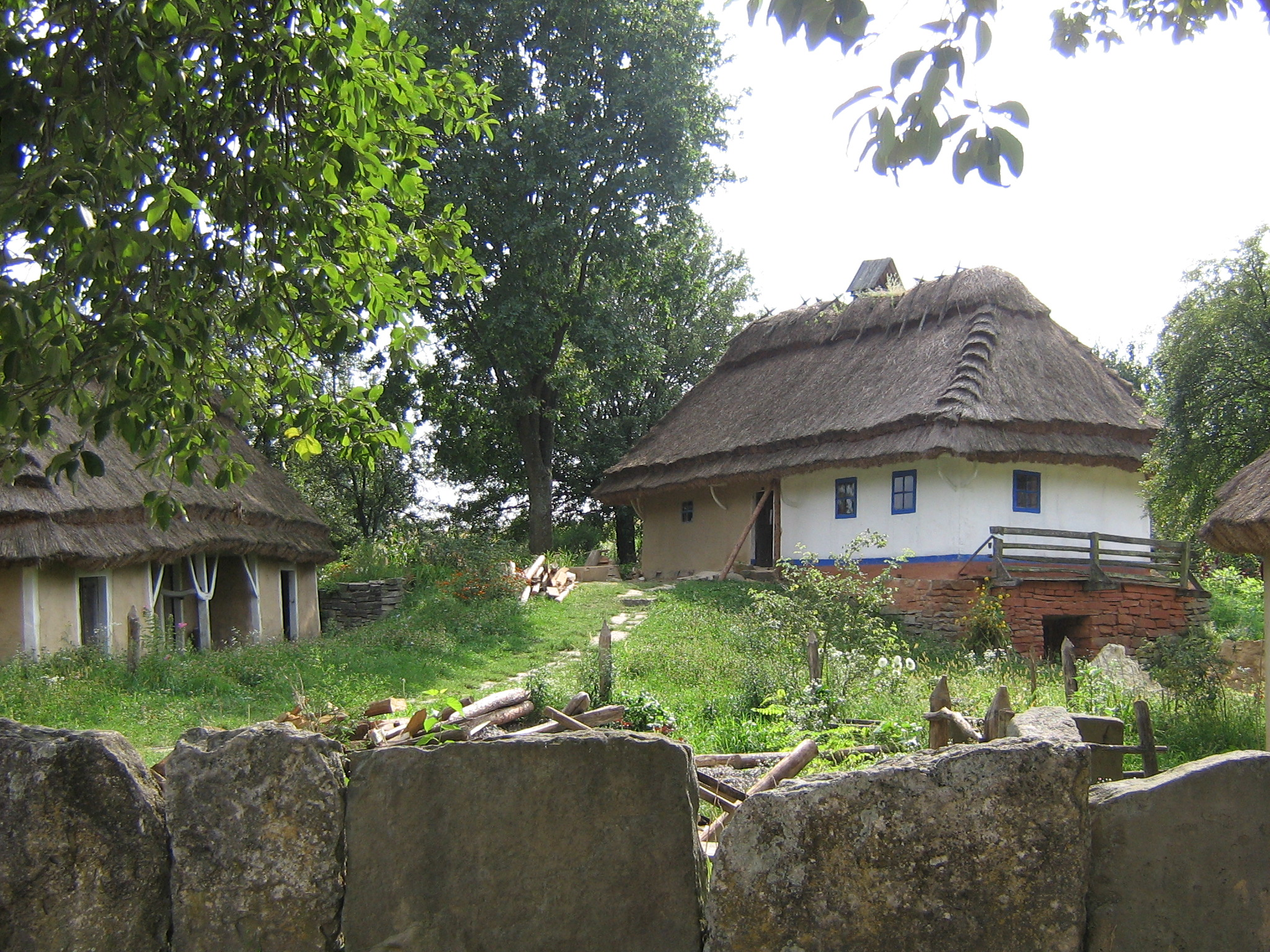
Усадьба из села Ярышев

### Карпаты

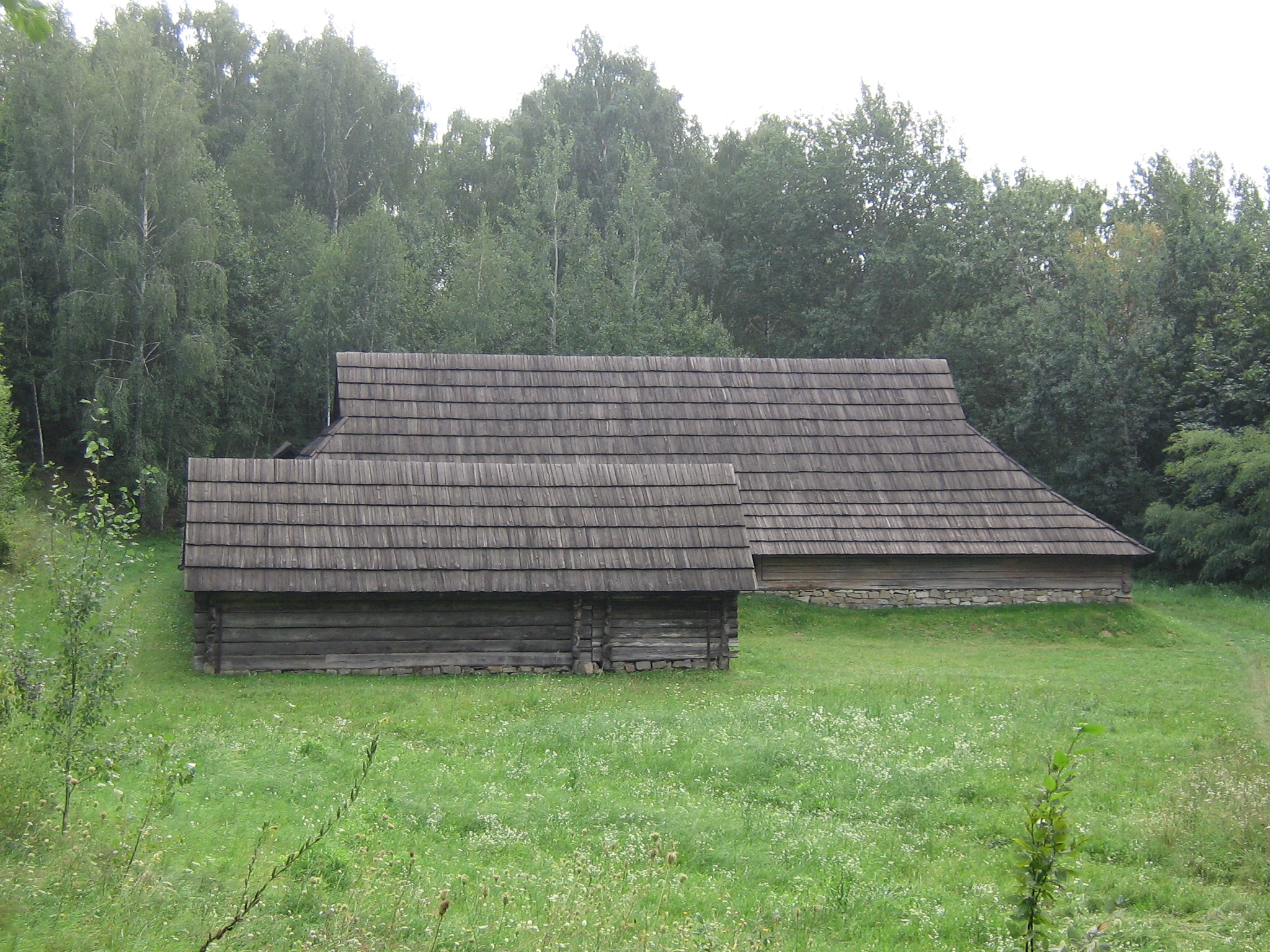
Гражда из пгт Верховина

Карпатский регион характеризуется наибольшим разнообразием конструктивных и художественных признаков. На Бойковщине строились настоящие шедевры народной архитектуры горцев. Высокие и крутые крыши, искусно украшенные галереи — пристройки вдоль стен — удачно контрастируют с окружающей средой — мельницами, церквями, другими сооружениями. Здания возводили преимущественно из пихты и ели. Стены жилищ, в отличие от других регионов, не белятся.
Одним из самых интересных этнографических регионов карпатской зоны является Гуцульщина. Если на Бойковщине и Лемковщине внешняя структура зданий напоминает мягкие и лёгкие очертания, то гуцульское жильё детерминирует спокойные формы, отмечается меньшими размерами. Особенно оригинальным является комплекс зданий, которые принято называть замкнутыми дворами или граждами. Это достаточно удобные в условиях леса мини-крепости. Жильё с хозяйственными сооружениями строили в форме закрытого двора. Проникнуть во двор лесным хищникам или ворам слишком трудно — оно окружено сплошным оборонительным квадратом. Такие типы иногда встречаются и на Полесье. Почти каждый дом гуцула напоминает своеобразный художественный центр. Край этот издавна богат народными умельцами — резчиками, ковроделами, латунщиками, гончарами т. д. Развитие этих промыслов соответственно отразилось и на интерьере гуцульского жилья.
На равнинном Закарпатье жильё уже напоминают центральные области Украины — белые дома с трёхкамерной планировкой. Здесь широко практикуется художественная отделка наружных стен, причудливые формы ограждения и т. п.

#### Пожары
Большинство зданий из экспонатов этого музея на открытом воздухе — деревянные, и крыша у многих зданий настлана дранкой, что создаёт повышенную пожароопасность. За последние годы на территории музея было несколько пожаров.
2 сентября 2006 года на территории музея сгорел дом-копия сельской управы, а 15-го — три старинные хаты, привезённые прямо из Львовской области, где хранились ценные сундуки. Специалисты МЧС назвали причинами пожаров умышленный поджог.

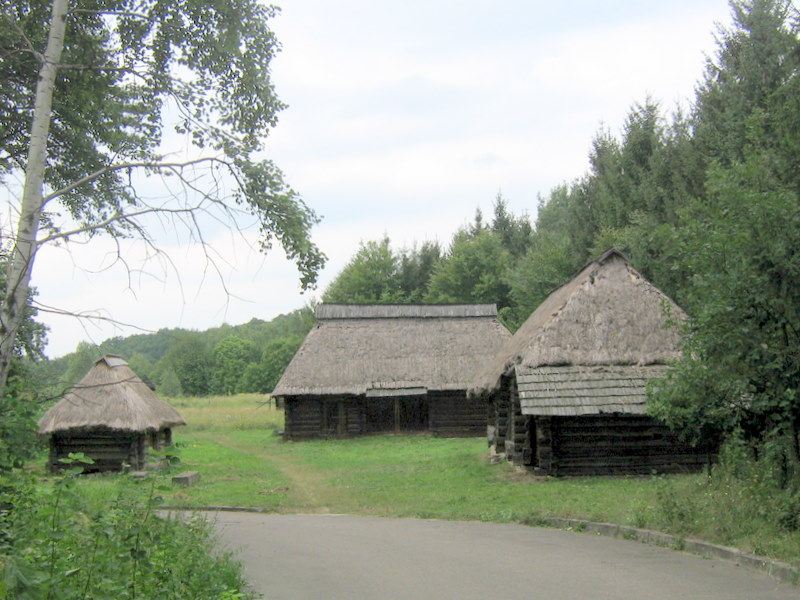
Усадьба из села Липовица, Ивано-Франковская область
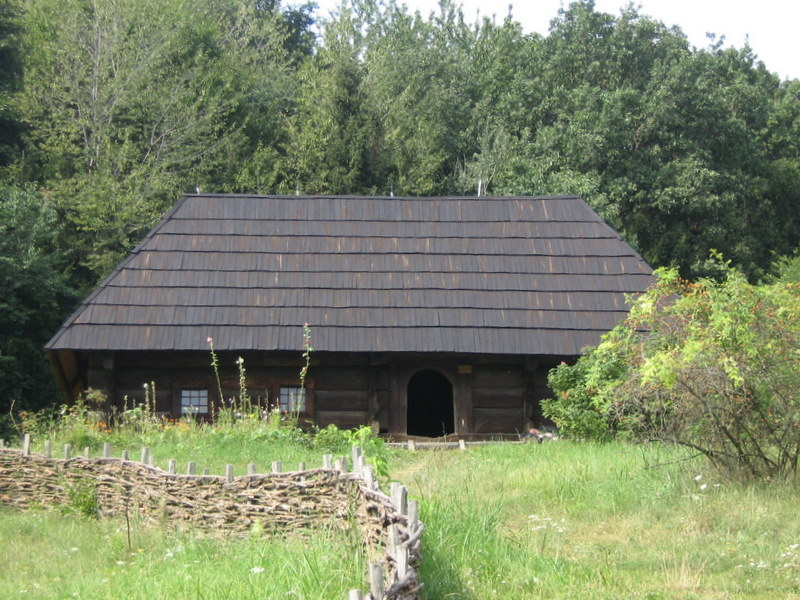
Дом из села Синевирская Поляна, Закарпатская область
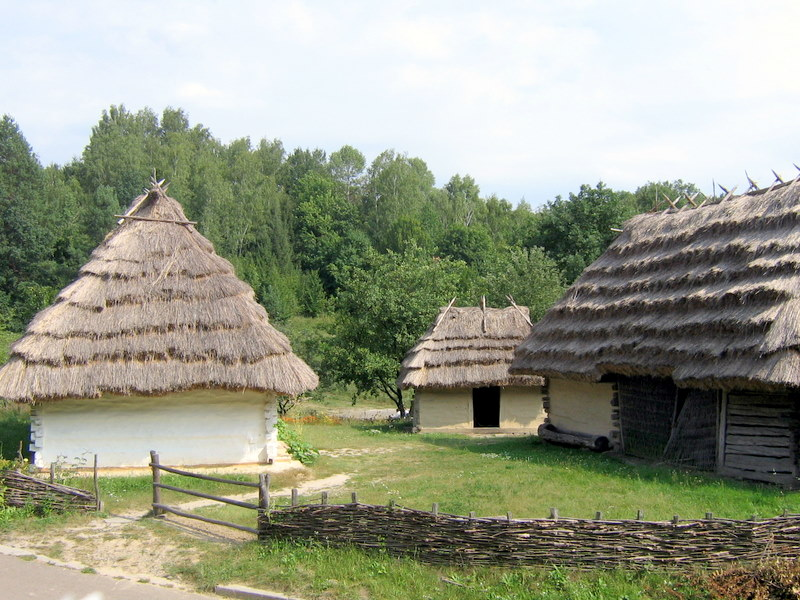
Усадьба из села Медведевцы, Закарпатская область
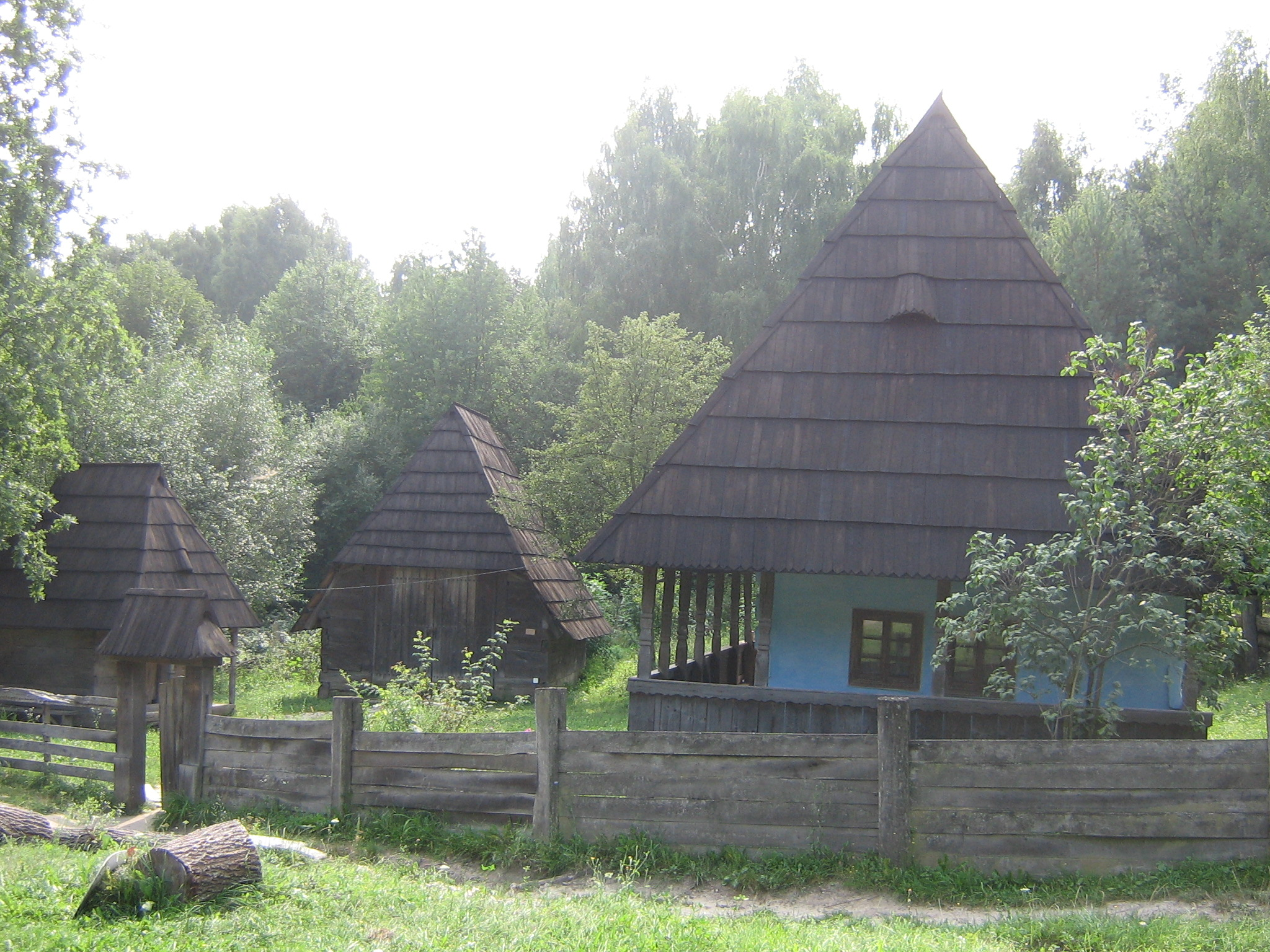
Усадьба из села Стеблёвка, Закарпатская область

### Ветряки

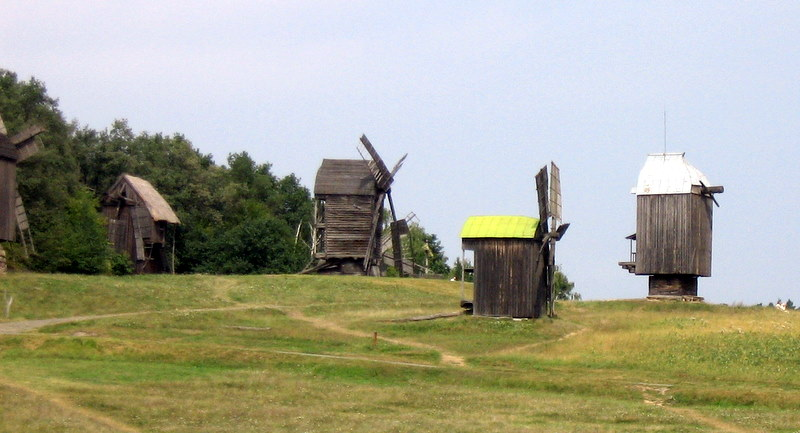
Группа ветряков

Мукомолье на Украине имеет длительную историю. Издавна зерно мололи на жерновах. Несравненно более совершенными и производительными были водяные мельницы и ветряки, которые распространились на украинских землях в средневековье.
Если на Гуцульщине, Бойковщине и Закарпатье ставили только водяные мельницы, то в других регионах Украины сооружали и ветряные.

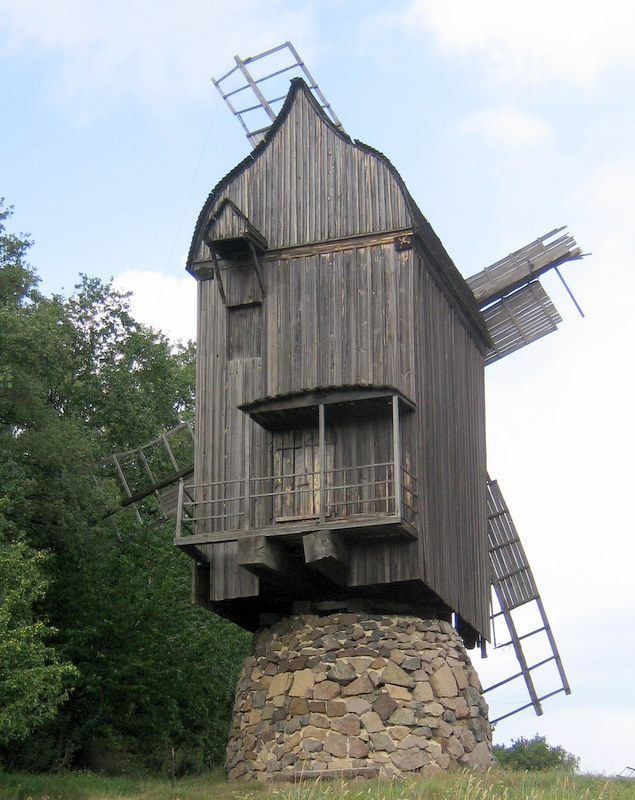

В XIX столетии в сёлах Полтавщины, Слобожанщины, Надднепрянщины и Юга Украины ветряков было значительно больше, чем водяных мельниц. Строили их вдоль дорог, в поле или на холмах за селом, в одиночку или группами, иногда до нескольких десятков разом. Ветряки играли важную роль в застройке сельских поселений, определяли их архитектурное лицо, формировали пейзаж украинского села.
В степных районах Украины, особенно на Слобожанщине, ветряки были довольно высокие, иногда достигали свыше 10-12 метров. Стройный каркасный или срубный корпус устанавливался на высоком деревянном стуле и завершался шлемовидной крышей с дощатой или жестяной кровлей. Галереи и навесы украшали несложной резьбой, что придавало слобожанским ветрякам своеобразную привлекательность. В отличие от слободских, на Полесье ветряки строили на небольших холмах посреди леса.

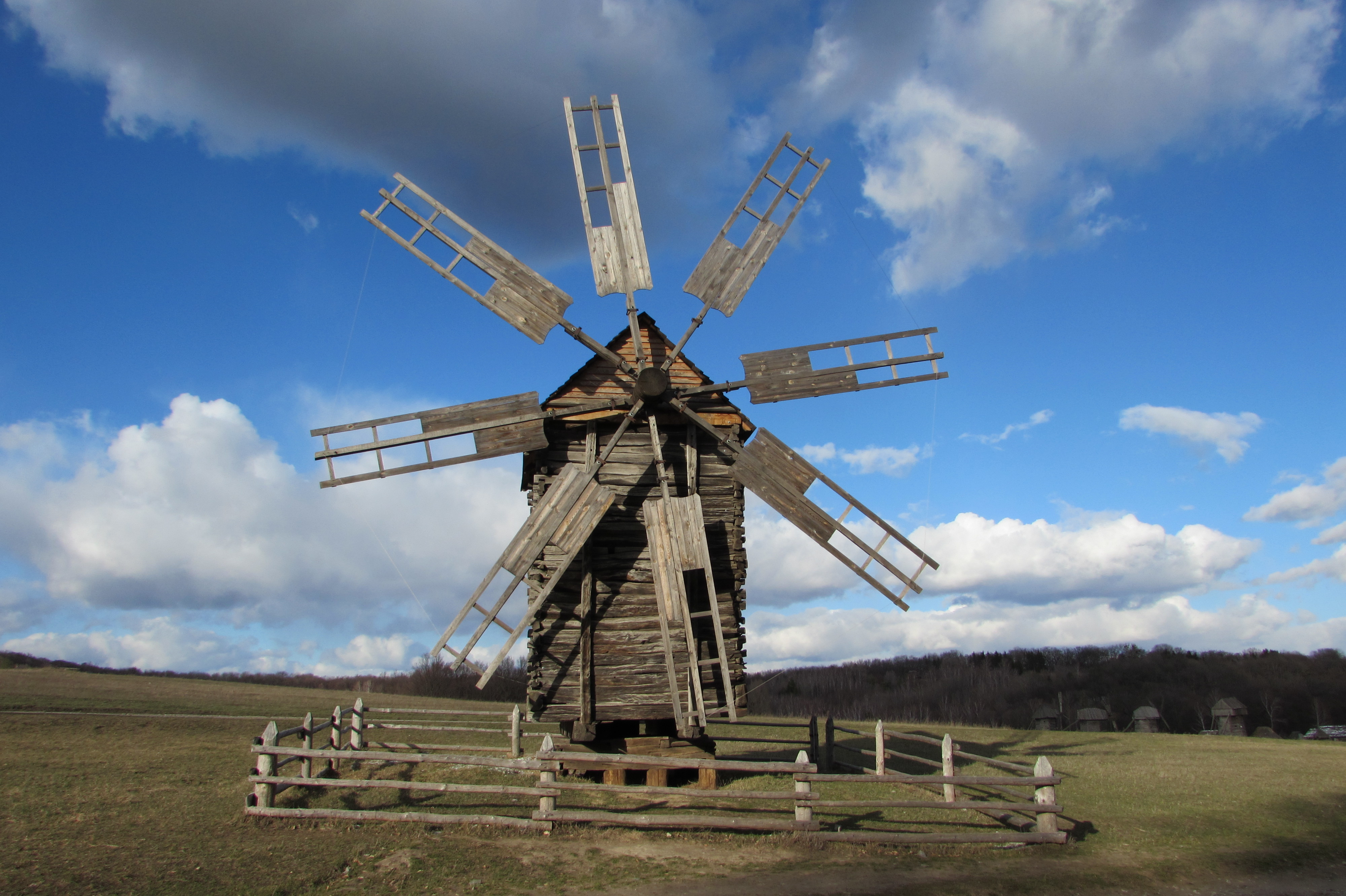
Ветряная мельница из хутора Кудрявый, Сумщина

Для Буковины характерные шестикрылые, столбовой типа ветряки с изысканными пропорциями. На уровне второго этажа корпус их имеет небольшое расширение в боковых направлениях. Двускатные крыши здесь покрывали гонтом.

### Юг Украины

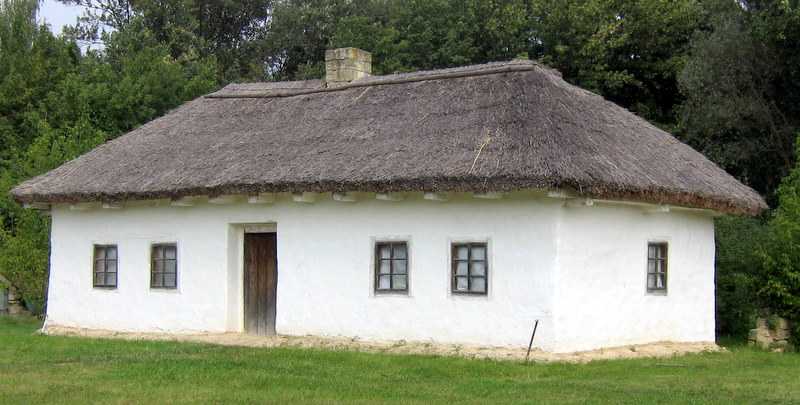
Дом из села Староказачье

На юге Украины, в связи с бедностью лесов, основными строительными материалами были камень и глина с широким использованием известняка и ракушечника. Жилые постройки преимущественно имели полуземляночные формы. Как свидетельствуют исторические источники, их в основном строили представители казацкой бедноты в XVI—XVII веках. Такие жилища имели достаточно хорошее художественное оформление: стены обмазывали синеватыми, как высокие небеса, оттенками, декоративная окраска присутствует также на углах, под крышей, вокруг окон.

### Современное село
Сектор музея расположен в его восточной части. Здесь представлены сельские дома с внутренним интерьером 60-70-х годов XX века из всех областей Украины и Автономной Республики Крым.

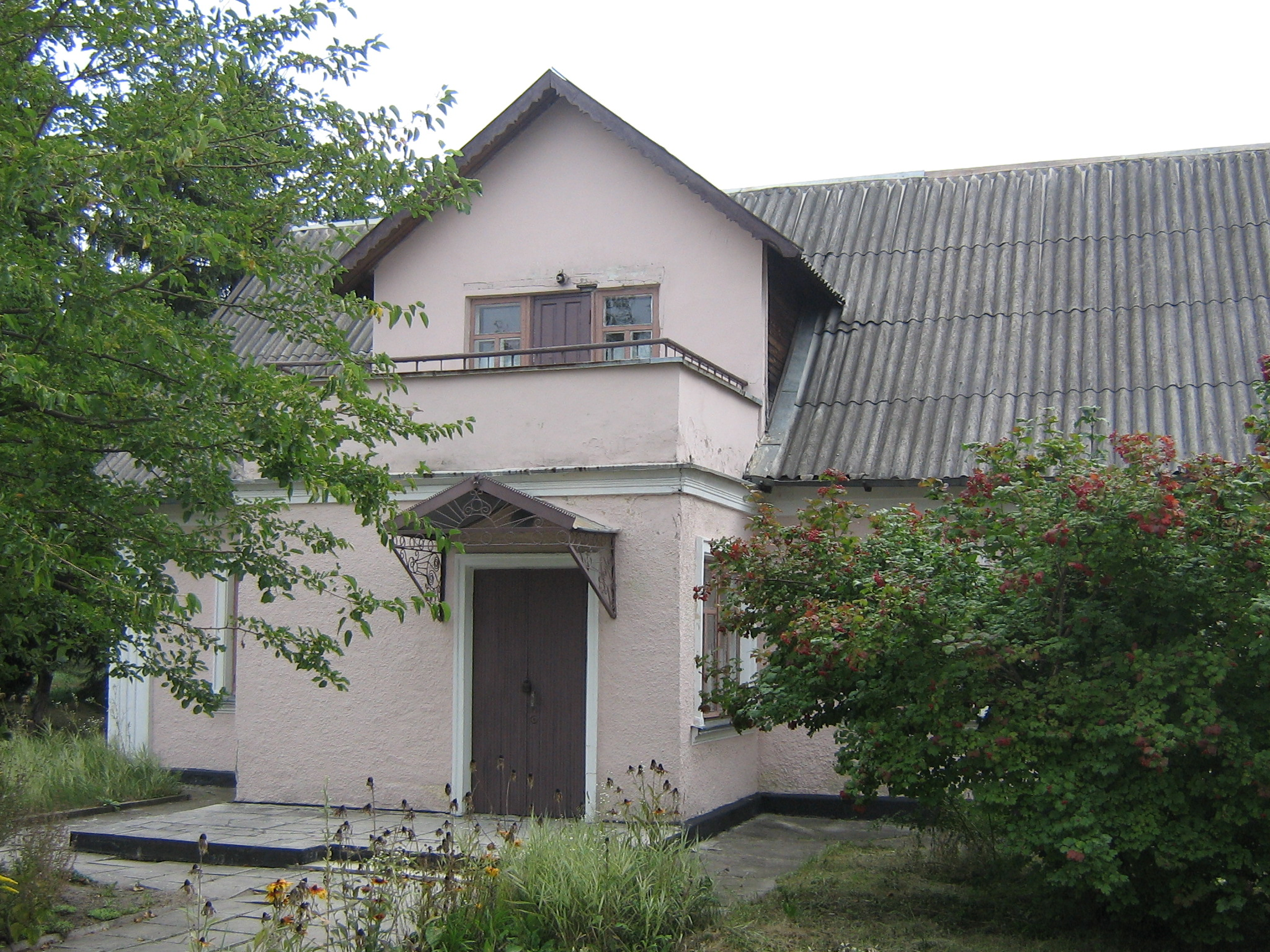
Дом из Херсонской области
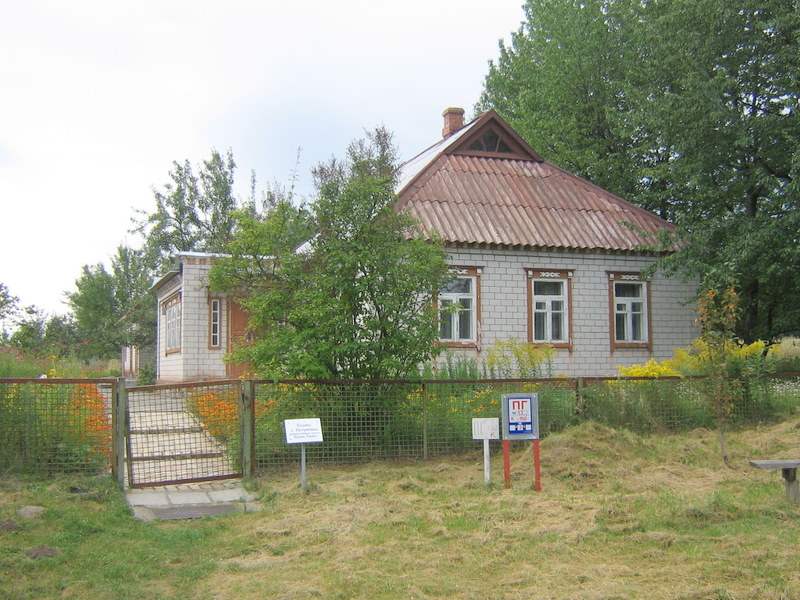
Усадьба из села Петриковка Днепропетровской области
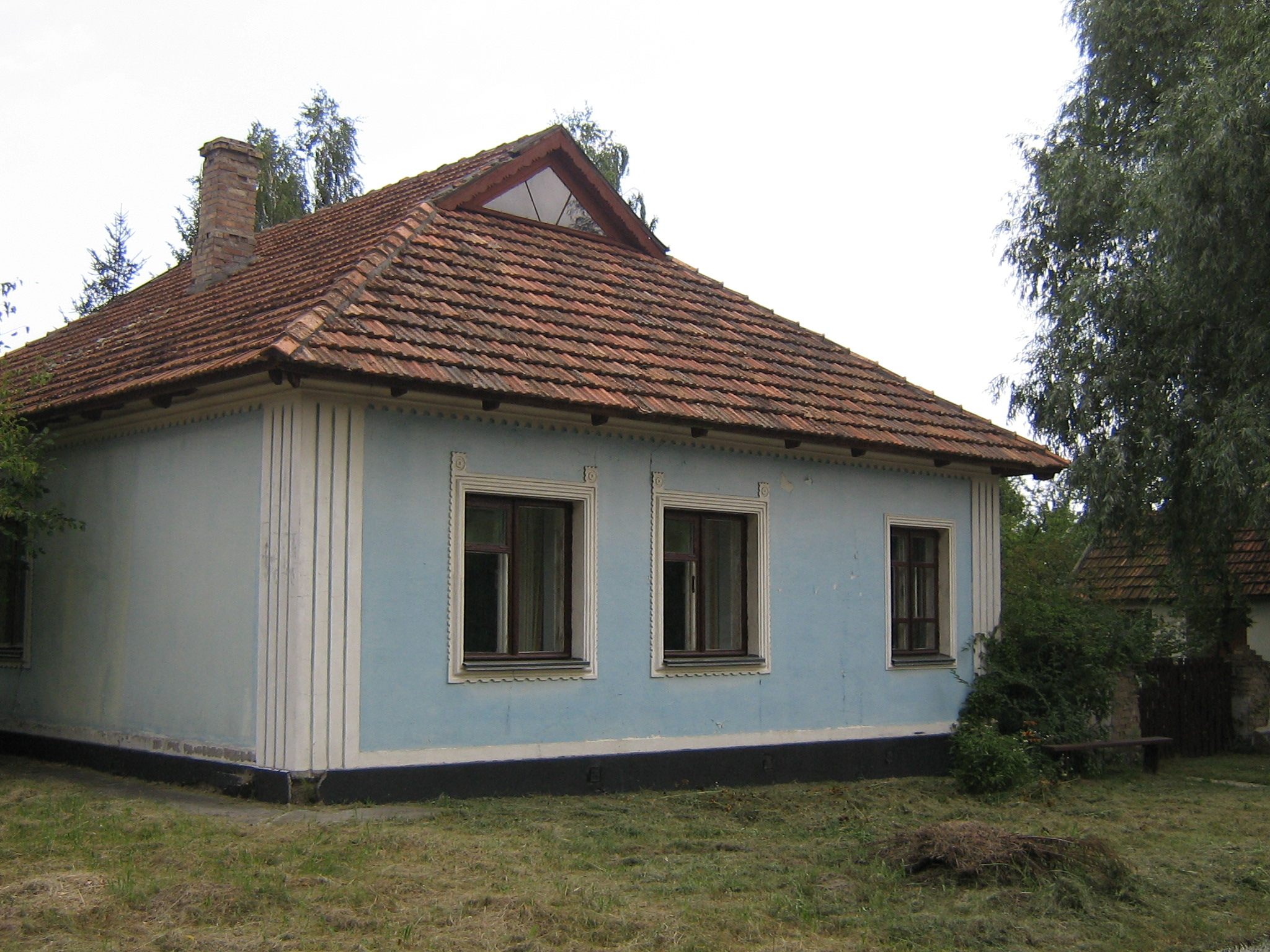
Усадьба из села Себино Николаевской области
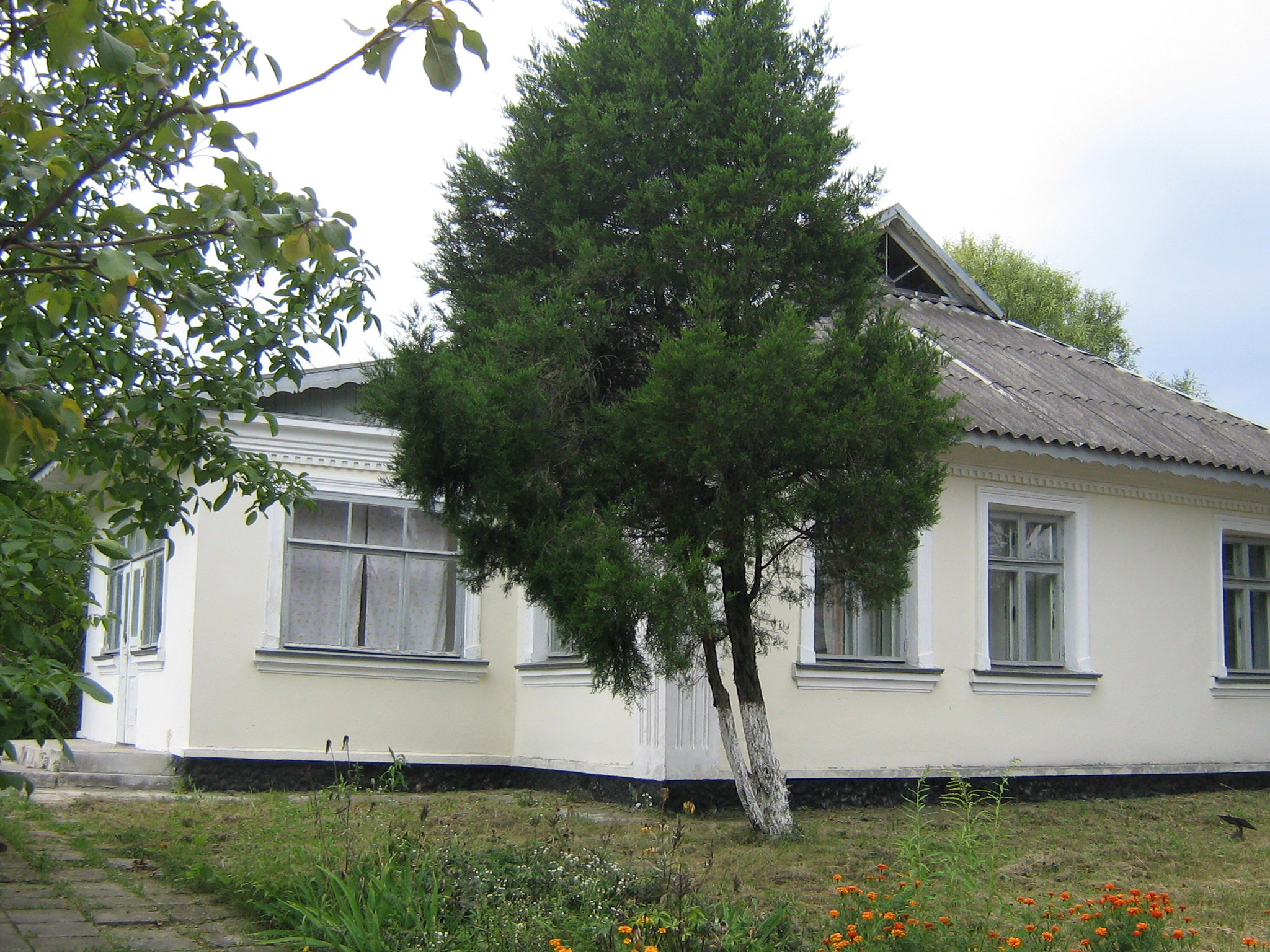
Дом из села Троицкое Одесской области
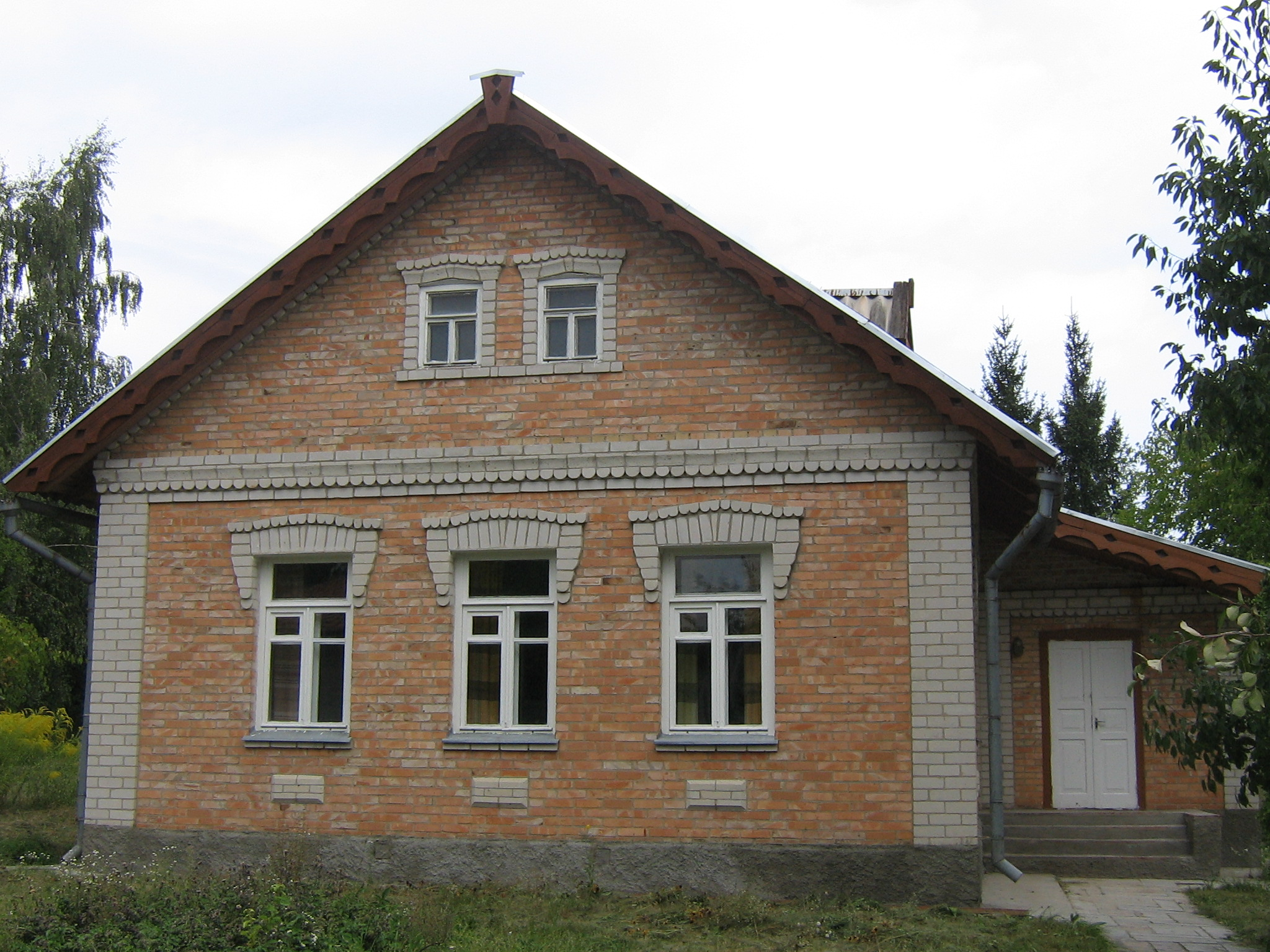
Дом из села Беленькое Запорожской области
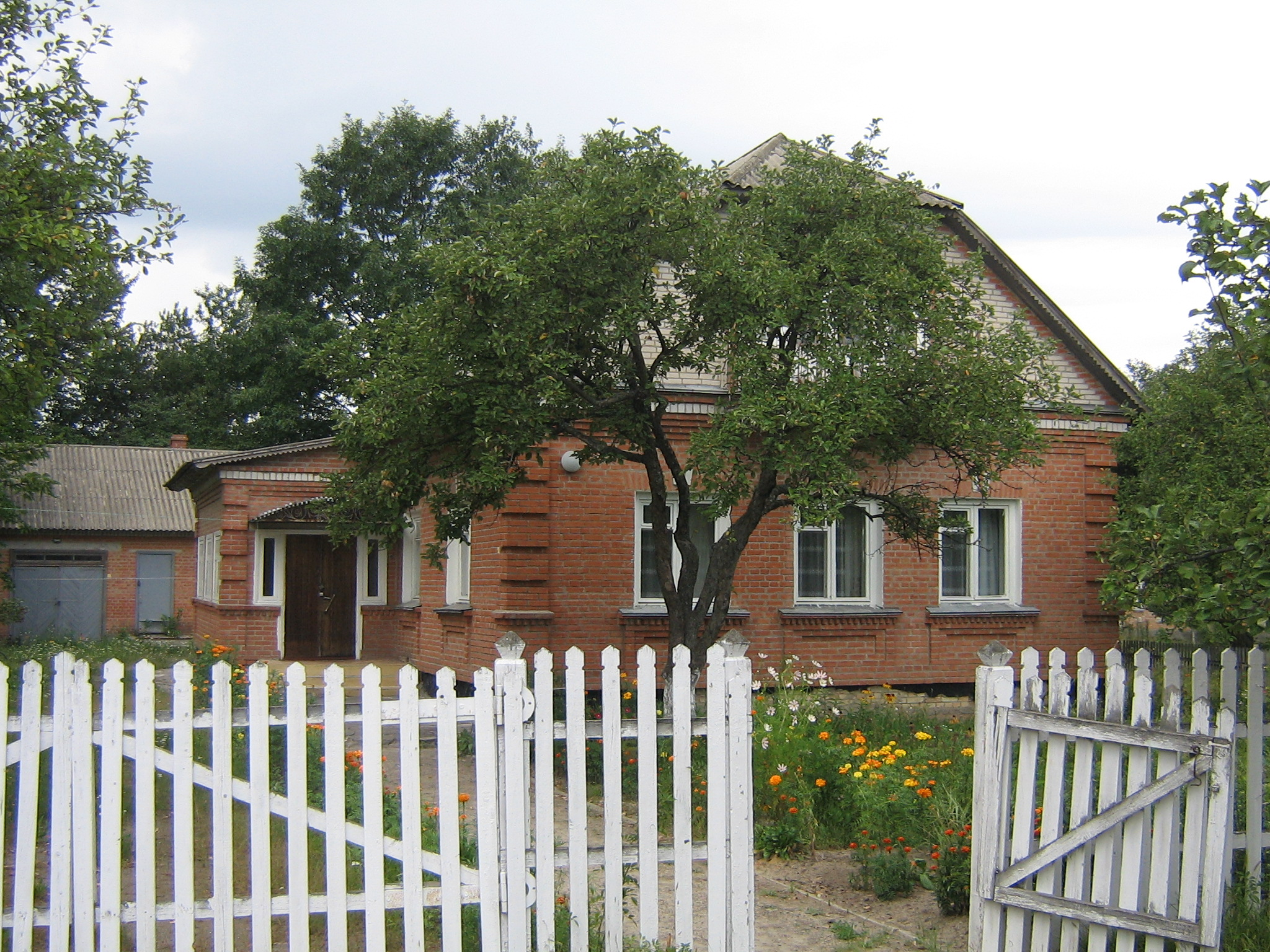
Усадьба из села Кагамлык Полтавской области
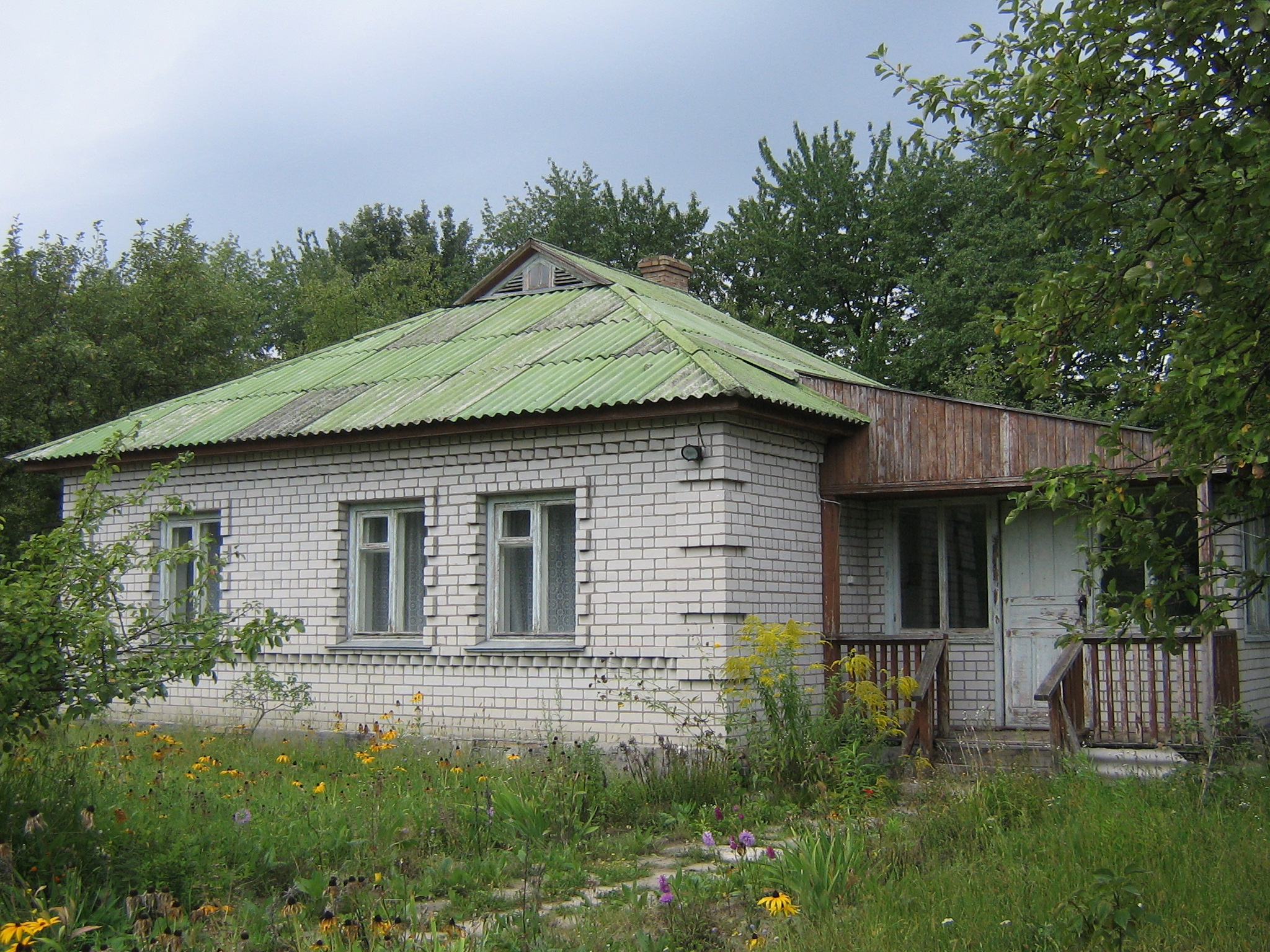
Дом из села Крымское Луганской области
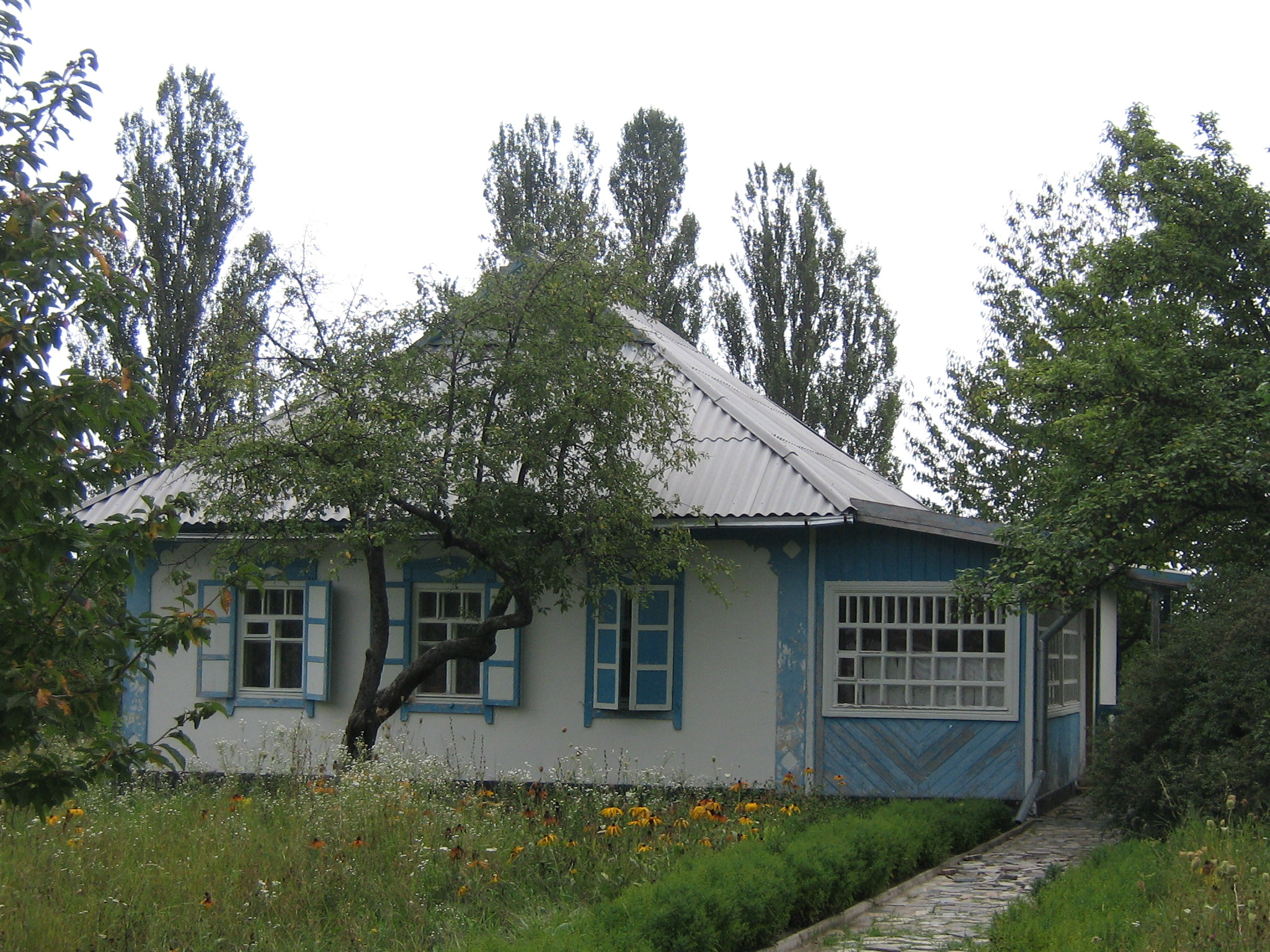
Дом из Донецкой области

## Досуг

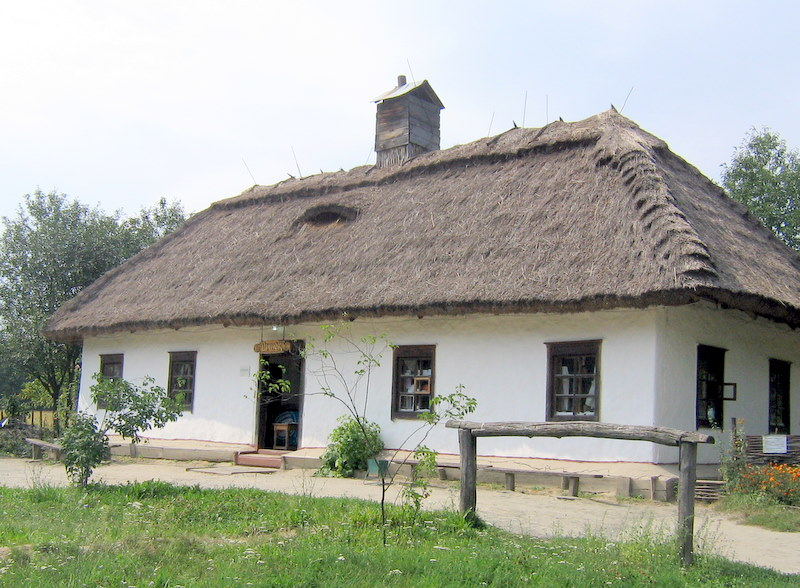
Шинок из села Бабанка

Музей является местом для отдыха. Здесь можно пообедать в многочисленных ресторанчиках (кабаках, трактирах, кулишницях) украинским борщом, салом или шашлыком.

### Праздники
В музее проводятся праздники народного творчества, ярмарки, где можно приобрести изделия народных мастеров. Они совпадают с народными и религиозными праздниками. В 2012 году это были:
- 16 апреля — Обливанный понедельник. Пасхальные веснянки;
- 28-29 апреля — Праздник первой борозды;
- 1-13 мая — Майский вернисаж;
- 5-6 мая — Весенняя ярмарка народных мастеров;
- 12-13 мая — День детского творчества;
- 19-20 мая — День украинских Карпат;
- 1-3 июня — Троица. Детский фестиваль «Орели»;
- 9-10 июня — День вышивальщиц и ткачих. Казацкий фестиваль «Казацкие клейноды»;
- 16-17 июня — День ковалей и гончаров;
- 23-24 июня — Праздник резьбарей и плетения;
- 30 июня-1 июля — Фестиваль борща;
- 6-7 июля — Ивана Купала;
- 14-15 июля — День украинских сладостей;
- 14-15 июля — Фестиваль украинских традиционных боевых искусств;
- 3-5 августа — День урожая;
- 11-12 августа — Первый медовый Спас;
- 18-19 августа — Второй яблочный Спас;
- 25-26 августа — Третий ореховый Спас . Выставка цветов;
- 1-2 сентября — Праздник огорода;
- 8–9 сентября — Осенняя ярмарка мастеров;
- 16 сентября — Свадебная осень. Фестиваль этномоды;
- 22-23 сентября — Пленэр художников;
- 29-30 сентября — Фестиваль украинских традиционных напитков;
- 6-7 октября — Праздник хлеба. Выставка украинской обрядовой выпечки;
- 14 октября — Покров;
- 14-15 декабря — Праздник Андрея;
- 22-23 декабря — Предрождественский фестиваль

### Официальные сайты
- Официальный сайт музея. Архивировано из оригинала 10 января 2018 года.

### Не официальные сайты
- виртуальный 3d тур по музею. Архивировано из оригинала 5 апреля 2011 года.
- фото тур по музею. Архивировано из оригинала 8 января 2013 года.

### Видео
- Пирогов, Музей народной архитектуры и быта Украины (4k, UltraHD)